# 烈車戰隊特急者
《烈車戰隊特急者》是由日本東映製作的《超級戰隊系列》第38部特攝作品，於2014年（平成26年）2月16日至2015年2月15日期間每週日上午7時30分在朝日電視台首播。
為表揚本片「向下一代孩子傳遞鐵路的魅力，造就未來的鐵路愛好者」，本片於於第13屆「日本鐵道賞」中，獲頒發「『鐵道×英雄』親子更加喜歡鐵路！」特別獎。

## 本作特色
- 首次以「列車」與「想像力」作為主題的戰隊作品。
- 本作為首部没有讀出每集標题的戰隊作品。
- 本作是首支不存在於正常現實空間內的戰隊，亦是首支由小朋友組成的戰隊（不戰鬥時，是位於想像空間內，彩虹路線的特急烈車上，作戰時也只是在想像空間內被暗黑線路所佔據的車站，雖然位於想像空間內，但是如果該區域遭受暗黑路線路破壞的話現實世界亦會被破壞，至於戰隊的初期成員們因為想像力再加上來斗與成員們擁有牽絆的車票才以成年人姿態登場，如果失去車票就會變回小孩的模樣，第47站打敗暗黑皇帝後各成員變回小孩）。
- 本作首次由變身器的音效來唱名，其中唱名時數字的發音更以音讀、訓讀分別讀出（跟車站廣播一樣，連喊兩次）。
- 本作是自《恐龍戰隊獸連者》以來首部沒有美國《金剛戰士系列》改編的超級戰隊作品[1][2][3]。
- 本作繼兩年前的《特命戰隊Go Busters》後再次將女性黃色戰士設定為初期成員。
- 本作再次出現追加戰士原本為敵方成員的設定[4]。
- 本作再次出現惡役首領最終沒有被消滅的故事設定[5]。
- 本作為第二支可以自由轉換顏色的戰隊（特急6號除外）[6]。
- 本作繼《JAKQ電擊隊》、《戰鬥狂熱 J》、《太陽戰隊太陽火神》、 《電擊戰隊變化人》、《恐龍戰隊獸連者》和《五星戰隊大連者》後，第七次不以顏色作為代號的戰隊，唱名依序為1號、2號、3號、4號、5號、6號。
- 本作為自1982年以來，繼《忍者戰隊隱連者》及《特命戰隊Go Busters》後第三部在片頭曲取消了隊呼（title call）的戰隊[7]。
- 本作繼《戰鬥狂熱 J》後，久違35年之後再次出現正式的橙色戰士，更是首次將橙色戰士設定為追加戰士。
- 本作繼《獸拳戰隊激氣連者》及《獸電戰隊強龍者》後第三次出現紫色戰士隊員[8]。
- 本作每集的片頭曲內有戰士因爆炸衝力而摔倒的搞笑情節，其摔倒次序由戰士們的號碼順序每集輪流摔倒，以5集為一循環。於第21集時由特急6號緊接摔倒情節。
- 本作片尾曲中會介紹3款在日本行走的列車，當中會說明該列車的型號及資料。
- 本作繼《救急戰隊GOGOＶ》後，睽違15年後再次將戰隊成員的戰鬥服配上白色手套及白色靴（特急6號除外，因其手套及靴均為黑色）。
- 本作繼《鳥人戰隊噴射人》後，睽違23年後再次出現戴眼鏡的初期戰隊成員。
- 本作繼《海賊戰隊豪快者》後，睽違3年後再次出現3男2女的5人初期成員陣容。
- 本作主題曲的主唱者伊勢大貴及其樂隊於第42集以彩虹路線維修員身份登場並即場表演其主題曲。
- 本作為《動物戰隊獸王者》之前，曾創下最多機組合體機器人的紀錄，最终合體機器人為14機合一，突破了6年前《炎神戰隊轟音者》和5年前《侍戰隊真劍者》同为12機合體的紀錄。
- 本作突破了9年前的《魔法戰隊魔法連者》所創下最多人一起變身的紀錄，在《歸來的烈車戰隊：夢幻的特急7號》中與過去的自己一起變身再加上特急6號和7號高達12人一起變身的紀錄[9]。
- 本作繼《侍戰隊真劍者》的松坂桃李、《天裝戰隊護星者》的千葉雄大和《獸電戰隊強龍者》的龍星涼後，再次有演員參演《超級戰隊系列》後人氣急升，不過與前作只有一位演員人氣急升不同，本作的志尊淳和橫濱流星的人氣同時急升。

## 故事概要
從地底出現的邪惡帝國「暗影路線 Shadow Line」企圖以其強大的黑暗力量吞噬整個世界。暗影路線透過據點「車站」數量之增加使世界淪陷。
某日，數個孩子被暗影路線的巨大烈車「暗影號 KuLiner」綁架，在眾多被強制搭車的小孩中，混入了一位青年－來斗。於此同時，與暗黑線路抗衡之「彩虹路線 Rainbow Line」巨大鐵路「烈車」出現，並與暗影號展開戰鬥。不久，暗影號和烈車都停了下來，從紅色烈車車廂走下了自稱為「烈車戰隊特急者」的戰士。在特急者們與暗影路線的怪人們戰鬥時，熱血的來斗毅然地參與戰鬥，卻慘遭被打飛的命運。
而當來斗再度醒來時，已經在烈車車廂內了，眼前的四名年輕人－十勝、美緒、洸、神樂正是特急者的本尊，亦為來斗的兒時玩伴。不過，包含來斗在內的五人卻都喪失了成為特急者之前的記憶。另外五人從車長口中得知，只有腦中充滿豐富而又有強大想像力的人，才有資格被認可成為迎擊暗黑線路的戰士．特急者。

## 故事背景＆用語
想像力（イマジネーション，Imagination）
彩虹路線中的特急烈車的動力來源；此外，沒有想像力的人，是不能看到彩虹路線中的特急烈車。
這亦是來斗等人能夠以成人姿態登場的重要因素。
彩虹路線（レインボーライン，Rainbow Line）
彩虹路線中的特急烈車的專用路線，具有較高的想像力的人能看到彩虹路線。
原先也存在數個車站，不過由於暗影路線的侵略，導致原有的車站被暗影路線所支配。
暗黑車站（闇駅，Dark Station）
暗影路線所設置的車站，一旦原彩虹路線車站被暗影路線設置暗黑車站，原站名將會隨之更改。一旦該車站被設置為暗黑車站後，居民們將會變得毫無生氣，抱持負面情緒，而這股暗能量會化成黑煙從人體竄出。當暗能量累積到相當程度時，城市將會完全被暗影路線所支配並變為暗影鎮。當暗影怪人被打倒後，車站原名將會回復。
當下一站為暗黑車站時，五色烈車的燈光會突然關閉幾秒並於顯示屏上照常報出其車站名稱。
暗影鎮（シャドータウン，Shadow Town）
當暗黑車站所在的城市所產生的暗能量累積到相當程度時，城市將會完全被黑暗所吞噬並成為暗影鎮，納入為暗影路線的勢力並由一名管理人負責駐守。一旦變成了暗影鎮，對外的通訊不但中斷，而且更不會出現於全國所有鐵路地圖上，裡面的居民會被定身。因為彩虹路線的能量於暗影鎮內會變得非常弱，故此於鎮內戰鬥的話變身維持時間會減到只得30秒
當管理人遭打敗並巨大化後暗影鎮將會重見天日，但特急者們仍然需要打敗巨大化的管理人才能完全解救該暗影鎮並回歸為彩虹路線地圖當中。
暗影鎮管理人的名稱及設計為來自國際象棋中各類型的棋子。已出現的管理人有城堡、主教及騎士，而士兵是城堡總站的守城人。
昴濱市（昴ケ浜，Subarugehama）台譯【團員灣】
初期成員五人曾經住過的城鎮，在第23站的回憶發現。但於第24站發現已經成為暗影鎮，於所有的鐵路地圖中都不能找到此城市的資料。
於第40站發現暗影路線的城堡總站所在地正是昴濱市。

## 登場人物

### 烈車戰隊特急者
- 根據各成員在第1集的回憶中得知他們早於童年時相識，並在一個公園的大樹下設立他們的「秘密基地」。
- 其後於第11集從暗黑皇帝Z的説話中得知5人曾經遭黑暗吞噬過1次。[14]
- 根據回憶5人都是在童年遭黑暗吞噬。於32集所有的記憶甦醒，包括他們的全名：實際上來斗他們5人是小孩子，於他們所居住的城市昂濱市被暗黑線路吞噬之際，因為他們所擁有的強大想像力得以逃過被吞噬的命運。由於大人對黑暗有著強大的免疫力，故此彩虹線路總裁亦借用他們的想像力將他們五人變成為大人的模樣與暗黑線路戰鬥。彩虹線路總裁眼見特急者五人因為長期戰鬥下慢慢變得跟大人一樣，如果繼續下去會令來斗五人無法回復原本的小孩模樣，因此命令車長將現時的特急者解散，但後來並未成事。五位成員於《動物戰隊獸王者》第28話以原本小朋友的樣貌再度登場。
- 第45集起特急者只剩下黑化的來斗及虹野明兩人繼續迎戰暗黑線路，其餘四人則變回小孩並失去成為特急者時的所有記憶。
- 第46集十勝等四人通過虹野明放在秘密基地的照片而恢復特急者時的記憶，並於第47集成功打敗暗黑線路後來斗五人與他們的家人重聚並回復小孩姿態繼續過平常的生活。
- 特急1號至5號除可以以自己的代表顏色變身戰鬥外亦可變成其它顏色戰鬥[15]。另外在第6集中來斗表示五人各有不同特點而同時被稱為「隊長」，因而算是沒有隊長設定的戰隊。

來斗／ 特急1號
演：志尊淳（成人型態）／馬渕譽（兒童型態）
本名「鈴樹 來斗」。常跑在烈車戰隊打頭陣的戰鬥隊長，是一名精神的戰士。想像力為五人當中最強大的。有一個弟弟跟一個妹妹。
初出場時因不明原因被抓上暗影號 ，後來被其他的特急者救回來並成為特急者。
對食物最沒有抵抗力，曾為了一碟豬排飯而向警察承認偷竊罪，甚至誤把暗影怪人當成食物咬了一口。因此於第6集結尾向十勝開玩笑說自己是「便當隊長」。
第44集得知在昂濱市被吞噬時離開其他同伴而被黑暗包围，也是皇帝所見的一閃一閃，來斗亦因散發出黑暗而變身為暗黑特急1號。
第45集時暗黑皇帝Z表示來斗已經無法從黑暗中脫離，來斗便收回所有人的通行證並自己進攻城堡總站。
第47集時因眾人的回歸下而不再使用黑暗的力量戰鬥，並以所有人的力量變身為彩虹特急1號並擊敗暗黑皇帝Z。
喜歡哼著《一閃一閃小星星》。
其他登場作品：《爆上戰隊BoonBoomger》爆上32。
十勝／ 特急2號
演：平牧仁（成人型態）／永瀬圭志朗（兒童型態）
本名「渡嘉敷 晴」，頭腦非常聰明，知識淵博的支援隊長，雖然一本正經但很多事情經常會想太多。有一個高材生的哥哥。
根據十勝的回憶得知他是轉校生。
於來斗加入前地位相等於隊長，但他本人坦言自己不是當隊長的材料。其後於第6集發揮強大的助攻力協助來斗打敗敵人，故被來斗稱為「助攻隊長」。
喜歡美緒，故此當美緒要跟虹野明暫時裝作情侶時令十勝大受打擊並暴走。
特急者們中唯一一位戴眼鏡的成員，亦因此有托眼鏡的小動作，有時在變身後仍然會做。
美緒／ 特急3號
演：梨里杏（成人型態）／石井薫子（兒童型態）
本名「夏目 美緒」，在五人中担任着「大姐姐」般的角色，做事第一考慮其他成員的狀況， 而自己有苦難時卻不願意透露（這一點引起十勝和神樂的擔憂），這性格亦導致第6集時十勝與來斗兩人私下為她取了「婆婆媽媽隊長」。父親為昂濱市警員。
似乎懂幾種武術。
對戀愛方面的問題很無助，同時自己不願意承認有這樣的問題；曾被一個瘋狂的追求者死纏爛打，為了脫身而拉虹野明冒充其男友，令十勝大受打擊。
雖然想像力測試為五人當中最差，實際上是她未能完全發揮自身所有想像力。
其他登場作品：《TEN·豪快者》
洸／ 特急4號
演：橫濱流星（成人型態）／山﨑光（兒童型態）
本名「野野村 洸」。在危機時會静下心来思考逆轉的關鍵，為五人當中頭腦最聰明的一個，並被來斗稱為「影子隊長」。
喜歡自己一個人坐在別的地方，常與其他成員保持一段距離
本身有畏高症。專長是劍玉。
私底下熱愛偵探小說，對偵探事業有著一定的憧憬，曾兩次扮演偵探，但實際效果出乎其預料。
小時候曾經跟來斗的爺爺學習空手道，並輸過給來斗。
神樂／ 特急5號
演：森高愛（成人型態）／清水啦啦（兒童型態）
本名「泉 神樂」。有一個仍然是嬰兒的弟弟大樹。可愛的性格，並且能夠快速代入各種的角色作戰，被稱為「入戲隊長」。讓人產生錯覺的強大，但似乎是意外的力量。
不過一旦忘我地使用過度的想像力提升自己戰鬥力的話反而會對自己的生命構成危險，故此其他人一旦發現此情況時就要立即制止她繼續戰鬥。
其他登場作品：《連續4週特別篇 超級戰隊最強對戰!!》、《TEN·豪快者》
虹野 明／ 特急6號
演：長濱慎
於第17集登場，本是暗黑線路的喑影怪人「扎拉姆」，有著下大雨的能力並藉此力量收集黑暗，後來因為有一次在行動中看見雨後的彩虹，並感受到彩虹的美麗之處而決定退出暗影路線。
退出暗影路線後為了贖罪並且想保護彩虹而成為了彩虹線路的鐵路維修員。而虹野明這個名字是十勝及洸等人為他而取的人類名字。
其專長是吹奏口琴與直笛，並在最初登場時已吹奏著自己所創作的鎮魂曲，而且性格亦比較我行我素，其口頭禪為「這是我的葬身之所」。在最初登場時已經以人類姿態的形式登場，但如果在戰鬥過程中發生逼不得已的情況，虹野明亦可立即變回成暗影怪人姿態繼續作戰。
初時因為要在路軌上工作以及車長等人的限制下而不能登上五色烈車，後來為了協助特急者們攻入暗影鎮而開始登上五色烈車。因為本身曾經是暗黑線路的成員，故此都能夠即時知道大部分暗影怪人收集黑暗力量的方式。
於第37集時為了拿回鑽頭烈車而答應跟暗黑將軍合作，結果舉動亦變得非常怪異並且希望盡快找到被吞噬的昂濱市，甚至在第39集起暫時離開彩虹線路並與特急者們對立，但在第41集暗黑將軍被喑黑皇帝Z消滅後，再次脫離暗黑線路，重歸彩虹線路的陣營。
在結束與暗黑線路的戰鬥後繼續擔任彩虹線路的鐵路維修員。
其他登場作品：《動物戰隊獸王者 超級動物大戰》、《爆上戰隊BoonBoomger》爆上32

### 彩虹線路後援人員
車長
演：關根勤
紅色烈車的車長。知道一切有關特急者的秘密。口頭禪為「Imagina～tion」。
平時負責駕駛烈車，有著能強制解除「轉乘」及「變身」等的權力。
於第45集時得知就算剪票手離開手上，只要剪票手在動，他的右手也會動。
剪票手
聲：山口勝平
車長右手上的猴子型腹語娃娃。雖然看起來像是由車長發出聲音，但牠卻堅決主張著是「不同的個體」，其真實面目不明。非常討厭虹野明並對他能夠成為特急6號一事非常之不滿。
於第8集時得知剪票手一旦不在車長手上會沒有反應，直至戴回車長的手上為止，而若是有其他人佩戴時也有會自己的意識。
烈車小姐／和琴
聲：堀江由衣
提供鐵路便當等車廂服務的女機器人。說話很喜歡用「咿呀～（いや～ん♡討厭～）」作為起始。口頭禪是「激烈地～」。喜歡自拍。
於第45集收回十勝、美緒、洸及神樂的彩虹通行證並且全數燒毀以消除4人曾經成為特急者時的記憶。
總裁
聲：鳥海浩輔
彩虹線路的總裁，衣著亦跟車長非常相似，但頭上穿戴着兔子樣貌的頭套，其真實外貌不明。
為彩虹路線最高層人物，來斗稱他為「種菜」。平時會於超速烈車總站內的辦公室工作，並比起車長掌握更多有關特急者們的秘密。

## 暗影路線（シャドーライン，Shadow Line）
- 潛藏於暗影中的邪惡帝國。組織以讓「暗黑皇帝」復活為目的，藉由黑暗據點「車站」的增加擴充其勢力範圍，最終征服世界。
- 第24集中虹野明透露如需駛入暗黑線路的話，必需啟動連接暗黑線路與彩虹線路之間的分岔口，然而該分岔口的位置非常飄忽不定，而且只有暗影號可偵測得到分岔口的位置。
- 除葛麗塔及暗黑皇帝杰特外，其他幹部[31]的本名皆與「黑」相關聯。
- 雖然各幹部成員目標一致以黑暗征服人類世界，但各幹部成員（由暗黑牛仔改名的虹野明、尼祿男爵及摩魯克侯爵除外）的最終目的都是推翻暗黑皇帝杰特而成爲新的皇帝，所以各幹部成員經常出現內訌。

### 首領
暗黑皇帝杰特 （大口兼悟+中田裕士皮套演出／台灣：馬伯強／香港：曹啟謙）
身高：209cm
體重：206kg
闇形式：ゼッイ83-11
闇裝備：皇帝型殺手劍（皇帝系キラーソード）
暗影路線的皇帝。於第11集出場，喜歡閃閃發亮的東西，在來斗及葛麗塔的眼中發現光芒。時常哼著一閃一閃亮晶晶的歌。
據尼祿男爵說以前不是這樣的，實際上是因為暗黑皇帝杰特渴望得到一種散發光芒的黑暗，故此才跟葛麗塔結婚。
似乎不能在人間界逗留太久，否則體力不支會暈倒。
除了平時的人型姿態外，另外還有兩種不同的怪人型態，分別為吸收葛麗塔後(23集出現)及除去葛麗塔後，先後出現人型姿態時所穿的長袍也有不同。
使用武器為長劍，斬擊時會產生紅色光芒及音效，而且劍氣更充滿黑暗氣息。
於22集與葛麗塔結婚，結果遭葛麗塔吞噬並被吸收其所有力量。但於第23集時反而吸收葛麗塔的光芒並以怪人姿態破體而出。
後來遭暗黑夫人暗中看穿其實暗黑皇帝杰特尚未完全吸收葛麗塔，暗黑皇帝杰特後來明白他自己無法從葛麗塔身上搶去其光芒而開始想辦法將吸收於體內的葛麗塔除去。
於37集時由摩魯克侯爵証實皇帝喜歡閃亮跟來斗有關連。
於40集時於自己的專屬暗影號內成功打敗虹野明並搶走應用變身器及橙色工程烈車，並變身為特急6號從而躲在五色烈車內。
於41集時被諾亞夫人強行救走葛麗塔導致自己的黑暗力量暴走並攻擊了自己下屬，其中諾亞夫人跟施瓦魯茲將軍因為背叛他先後成為其劍下亡魂，尼祿男爵和摩魯克侯爵因為想讓葛麗塔離開其身體而受到其攻擊。
於45集時不再想得到光芒，向地上城市發動進攻而將城堡總站升起。
於46集單體擋下特急烈車並讓其出軌
於47集吸收尼祿男爵及摩魯克侯爵後強化自己的黑暗力量，但仍被彩虹特急1號打敗而變回原形，並由葛麗塔帶回黑暗深處。

### 高層幹部
尼祿男爵（福山潤聲+清家利一皮套演出／台灣：李勇／香港：張錦江）
身高：203cm
體重：181kg
闇形式：ネイ860-1
闇裝備：槍型棒（銃器系ステッキ）、迴旋鏢型禮帽（ブーメラン系トップハット）
暗黑皇帝所屬幹部。目的是擴大暗黑線路的黑暗勢力，對諾亞夫人計畫讓葛麗塔成為暗黑皇后一事有所嫌疑。
使用武器為手杖及爵士帽子，杖上的手柄可絆倒敵人。而且帽子可扔出當作迴力鏢攻擊，亦可累積大量黑暗力量並用作大炮攻擊。
於41集時遭暴走的暗黑皇帝杰特斬傷。
於47集時遭特急6號打敗，稍後自願被吸收成為暗黑皇帝杰特的力量。
於《手裏劍戰隊忍忍者 VS 特急者 THE MOVIE 忍者 In Wonderland》中，被暗黑博士利用成為霧隱才藏的克隆載體。
諾亞夫人（久川綾聲+蜂須賀祐一皮套演出／台灣：高嘉鎂／香港：黃玉娟））
身高：202cm
體重：170kg
闇形式：ノイ240-1
闇裝備：槍械型遮陽傘（銃器系パラソル）、操縱型黑色羽毛（操り系黑羽根）、刺繡布（依り代の刺繡布）
暗黑皇帝所屬幹部。個性歇斯底里，計畫讓其女兒葛麗塔成為暗黑皇后，從而推翻暗黑皇帝杰特的統治，但後來暗黑皇帝原諒了她。與摩魯克侯爵的關係有如對敵一樣。
使用武器為雨傘，不但能防禦攻擊，而且更能以傘角發射子彈進行攻擊。她的頭髮插入人的後腦，可以使人進入催眠狀態並使人失控暴走。
於22集得知其丈夫遭她吞噬並吸收力量，並且將此能力遺傳給葛麗塔。
於31集時由於為了救回葛麗塔而暫時佯裝保護暗黑皇帝杰特並阻止施瓦魯茲將軍弒君，並趁機對付摩魯克侯爵。
於41集時成功使用自己製造的復活毛毯救回葛麗塔，但因此遭暗黑皇帝杰特殺害。
於《手裏劍戰隊忍忍者 VS 特急者 THE MOVIE 忍者 In Wonderland》中，被暗黑博士利用成為望月千代女的克隆載體。
施瓦魯茲將軍（壤晴彦聲+岡元次郎皮套演出／台灣：胡鎮璽／香港：陳永信）
身高：207cm
體重：204kg
闇形式：シュイ44090-1
闇裝備：軍用型黑鐵劍（將軍系黑鐵劍）、玫瑰手帕（薔薇のハンカチ）
暗黑皇帝所屬幹部。為了組成最強烈車軍團，經常搶奪彩虹烈車，擁有專用暗影號。
使用武器為細長劍，所使之劍法亦以快速為主。
於22集成功奪取五色烈車並合體為特急王與特急者們抗戰。
於23集時慘遭剛復活的暗黑皇帝杰特斬至重傷墜河
於25集生還。
於29集為了替死去的葛麗塔報仇而假裝與特急者合作，並在戰鬥中趁機搶走鑽頭烈車並意圖弒君。
於35集時提出自己的條件以暫時將鑽頭烈車歸還給虹野明。其條件為虹野明需成為他的手下並效力於他，如果特急者因而阻止虹野明的話就要當特急者為敵人處理。
於39集感覺時機已成熟，便命令虹野明一同前往城堡總站討伐暗黑皇帝Z。
於41集時遭暗黑皇帝杰特殺害，臨終前更向暗黑皇帝杰特表示他其實沒有勝過自己，原因是自己已經搶先得到暗黑皇帝杰特夢寐以求的閃亮。其配劍亦由虹野明插在岩石上以示記念。
於《手裏劍戰隊忍忍者 VS 特急者 THE MOVIE 忍者 In Wonderland》中，被暗黑博士利用成為石川五右衛門的克隆載體。
葛麗塔／女帝葛麗塔（グリッタ嬢／女帝グリッタ）（日高範子聲+日下秀昭皮套演出／台灣：穆宣名／香港：魏惠娥）
外型為狗臉
諾亞夫人之女。是暗黑皇帝的皇后候選人。悄悄愛慕施瓦魯茲將軍並後來計劃與施瓦魯茲將軍私奔，眼睛閃閃發亮。
於第11集結尾時「離家出走」，但其後回歸。
於第22集與暗黑皇帝杰特結婚並將他吞噬成為女帝葛麗塔。
於第23集時遭吸收入體內的暗黑皇帝杰特破體而出並反被吸收。
於第40集時因為暗黑皇帝杰特的力量變弱了，故此能夠反控制暗黑皇帝杰特並以自己真身出場。根據葛麗塔透露一旦她離開了暗黑皇帝杰特，會發生影響暗影路線及特急者雙方的大事，故此要求特急者協助阻止施瓦魯茲將軍弒君。
於41集時因諾亞夫人使用復活毛毯脱離暗黑皇帝杰特身體後復活，後於施瓦魯茲將軍的墳墓前獻花。
於44集駕駛施瓦魯茲將軍的專用暗影號協助特急者再次攻入城堡總站，後企圖讓城堡陷入更深的黑暗。
於第45集遭暗黑皇帝杰特假裝殺害，後於47集時突然出現並帶著暗黑皇帝杰特的黑暗靈魂回到黑暗深處。
特别篇《歸来的烈車戰隊：夢幻的特急7號》中再次出現並協助成年後的來斗等人從孩童時的2017年返回原本的2025年。
摩魯克侯爵（鈴木玲子聲+橋本惠子皮套演出／台灣：穆宣名／香港：許盈）
身高：211cm
體重：208kg
闇形式：モイ50489-27
闇裝備：侯爵型權杖（侯爵系マイクロッド）
暗影路線中的老臣，將暗黑皇帝杰特養大成人的奶媽。
負責管理暗影鎮的事務，亦可算是所有暗影鎮管理員的首領。
將諾亞夫人、施瓦魯茲將軍及虹野明3人視為叛徒兼眼中釘。
經常對暗黑皇帝作出失禮行為，起初暗黑皇帝似乎不生氣，但隨著劇情發展，暗黑皇帝似乎已經對摩魯克侯爵的失禮行為不能容忍。
使用武器為一把權杖，可發出飛彈攻擊敵人，更可以像《侍戰隊真劍者》裡面出現過的恐龍丸一樣可伸長進行遠距離攻擊。
於27集出場
於40集時駕駛自己的暗影號迎戰特急1號並被打敗
於41集時遭暗黑皇帝杰特斬傷。
於47集時遭特急2號打敗，並臨終前成為暗黑皇帝杰特的力量。使用之烈車為普通量產型暗影號。
鈴木玲子同時負責暗影烈車到站及暗黑線路遭特急者入侵時相關音效配音。
納依魯伯爵（前山田健一聲／台灣：陳幼文）
《烈車戰隊特急者 THE MOVIE 銀河路線SOS》登場，被派遣在宇宙中發展暗影路線於宇宙內的勢力，後來遭特急者等人打敗。
其專用武器為一支火力強大的獵槍，跟施瓦魯茲將軍一樣擁有專用暗影號。
黑依大公（安元洋貴聲）
歸來篇出現的幹部。由於曾經意圖篡位而被逐出暗黑線路，後於特别篇《歸來的烈車戰隊：夢幻的特急7號》中再次出現並意圖重建暗黑線路。最後遭特急者等人打敗。
其專用武器為細長劍，亦擅於空手肉搏。使用之烈車為普通量產型暗影號。
瑪菲羅博士（山里亮太聲／台灣：胡鎮璽）
於《手裏劍戰隊忍忍者 VS 特急者 THE MOVIE 忍者 In Wonderland》出現的幹部兼且是黑暗忍者樂園的支配者。極度喜愛忍者，意圖將服部半藏、風魔小太郎及猿飛佐助等傳說忍者的黑暗克隆體製造出來。
其專用武器為左手的巨大爪子跟權杖。使用之烈車為普通量產型暗影號。

### 中階戰力
暗影怪人（シャドー怪人）
幹部們的家臣。怪人皆以「OO暗影」統一命名。當被特急者打倒後，體內的暗黑之力隨之暴走並巨大化。
| 名字                                                              | 身高 (巨大化)   | 體重 (巨大化)    | 闇形式           | 闇裝備                                                                                               | 闇黑車站名（Station） | Energy攻擊變化式                         | 簡介 | 出場話數             |
| ----------------------------------------------------------------- | --------------- | ---------------- | ---------------- | --- | --------------------- | ---------------------------------------- | --- | -------------------- |
| 錢包暗影 バックシャドー Bakku Shadow                              | 209cm （46.0m） | 196kg （431.2t） | ノハ829-1        | 浦口棒（ガマグチ系ロッド）                                                                           | 餓鬼捨て山駅          | 地藏王菩薩像                             | 「袋」型暗影怪人，使用手上的錢包長杖作武器，長杖能伸長或發射子彈。 | 1                    |
| 劍暗影 サーべルシャドー Saberu Shadow                             | 197cm （43.3m） | 185kg （407.0t） | ネハ818-2        | 防禦軍刀（護拳系サーべル）4連麥格農（4連系マグナム）                                                 | 決闘ヶ原駅            | 無                                       | 「劍」型暗影怪人，使用能放出衝擊波&刺擊波的西洋劍以及四連麥格農槍作武器。 | 2                    |
| 鐵鍊暗影 チェーンシャドー Chen Shadow                             | 195cm （42.9m） | 201kg （442.2t） | ノハ1023-3       | 十字型棺材（クロス系棺桶）                                                                           | 死の谷駅              | 鉗子                                     | 「連鎖」型暗影怪人，拖著裡面為異空間的棺材行走，右手能放出鎖鏈。 | 3                    |
| 火爐暗影 ストーブシャドー Sutobu Shadow                           | 199cm （43.8m） | 187kg （411.4t） | グハ3102-4       | 煤基管（石炭系ツブテ）                                                                               | 痛い川駅              | 橡皮筋                                   | 「加熱」型暗影怪人，腹部能發射高熱石炭。 | 4                    |
| 垃圾桶暗影 バケツシャドー Baketsu Shadow                          | 194cm （42.7m） | 182kg （400.4t） | ネシ0091-5       | 上蓋式大嘴（上ぶた系ビッグマウス）                                                                   | 腹ペコ駅              | 櫻鱒魚                                   | 「容器」型暗影怪人，雙手為爪子，嘴巴能無止盡的吃食物。 | 5                    |
| 印章暗影 ハンコシャドー Hanko Shadow                              | 200cm （44.0m） | 188kg （413.6t） | ノハ805-7        | 印章式手套（ハンコ系グローブ）烙鐵式棒（燒きゴテ系ロッド）                                           | 無気力坂駅            | 印章                                     | 「漢字」型暗影怪人，使用烙印棒&能奪走人類幹勁的印章拳套作武器。 | 7                    |
| 炸彈暗影 バクダンシャドー Bakudan Shadow                          | 188cm （41.4m） | 194kg （426.8t） | ネハ898-8        | 分身型迷你炸彈（分身系ミニ爆彈）                                                                     | N/A                   | 無                                       | 「炸彈」型暗影怪人，全身能自由自在的分裂成小型分身&爆炸。 | 8                    |
| 懸絲傀儡暗影 マリオネットシャドー Marionetto Shadow               | 207cm （45.5m） | 194kg （426.8t） | ネハ992-9        | 機械手型切割器（操り系カッター）人偶型木偶（ドール系マリオネット）                                   | 大失恋駅              | 飯糰                                     | 「人偶」型暗影怪人，雙手的操縱桿能放出線操縱人類或當成迴力鏢攻擊，腳部的人偶能放出去攻擊&束縛敵人。 | 9                    |
| 打字機暗影 タイプシャドー Taipu Shadow                            | 201cm （44.2m） | 188kg （413.6t） | ノハ10622-10     | 打字鍵（タイプライター系キー）                                                                       | N/A                   | 書法                                     | 「打字機」型暗影怪人，全身為打字鍵，能夠讓打字鍵打出的句子成真。 | 10                   |
| 檯燈暗影 ランプシャドー Ranpu Shadow                              | 205cm （45.1m） | 192kg （422.4t） | ゼロ109-11       | 尺寸臂燈（アームランプ系サイズ）                                                                     | 闇の影駅              | 水桶                                     | 「照明」型暗影怪人，使用能放出催眠光線、光束&斬擊波的鐮刀為武器，兩肩上的燈能放出火焰。 | 11、12               |
| 透镜暗影 ルーペシャドー Rupe Shadow                               | 206cm （45.3m） | 193kg （424.6t） | ネハ003-13       | 放大鏡型鏡頭（ルーペ系レンズ）                                                                       | N/A                   | 無                                       | 「放大鏡」型暗影怪人，右眼為能放大任何東西、發射藉由吸收太陽光增強威力的太陽能光束或渣眼光束的巨大透鏡。                                                                                                   | 13                   |
| 吸塵器暗影 ソンジキシャドー Sonjiki Shadow                        | 196cm （43.1m） | 184kg （404.8t） | ノニ7210-14      | 吊飾型手臂（ソウジキ系アーム）灰塵型包（ダスト系パック）                                             | N/A                   | 壽司                                     | 「吸塵器」型暗影怪人，左手的吸塵器手臂能吸進去任何東西或將吸進去的東西吐出來。 | 14                   |
| 鐵鎚暗影 ハンマーシャドー Haman Shadow                            | 195cm （42.9m） | 183kg （402.6t） | グハ1021-15      | 粉碎型大錘（粉碎系ビッグハンマー）幻影型迷你錘（夢幻系ミニハンマー）                                 | 悪夢ヶ丘駅            | 摺扇                                     | 「錘子」型暗影怪人，使用雙頭槌為武器，小槌能將人類看作最重要的東西具現化，大槌則能放出斬擊波以及粉碎人類的夢想，全身充滿怪力。                                                                             | 15、16               |
| 戒指暗影 リングシャドー Ringu Shadow                              | 202cm （44.4m） | 189kg （415.8t） | ゼハ22-18        | 頭痛型指環（頭痛系リング）寶石型護手（寶石系ガントレット）                                           | 変頭痛駅              | 無                                       | 「環」型暗影怪人，雙手能放出支配對方的金環，再說出對方的名字就能對對方造成頭痛，嘴巴能放出親吻光束。 | 18                   |
| 圍欄暗影 フェンスシャドー Fensu Shadow                            | 203cm （44.7m） | 190kg （418.0t） | グハ10239-19     | 鐵柵欄型噴槍（鐵柵系ランス）鐵條型柵欄（鐵條綱系フェンス）                                           | N/A                   | 注意落石                                 | 「鐵柵欄」型暗影怪人，使用能夠生成各種能放電的柵欄、放出鐵針或衝擊波的鐵柵矛為武器。 | 19                   |
| 嚇人箱暗影 ジャックインザボックスシャドー Jakkuinzabokkusu Shadow | 198cm （43.6m） | 186kg （409.2t） | グハ12985-20     | 布穀鳥鐘門（鳩時計系ドア）雜耍棒（ジャグリング系棍棒）                                               | 大笑井駅              | 無                                       | 「盒子」型暗影怪人，使用能發射光彈的雜耍棍為武器，胸前為能發射白鴿的門，會敲響指製造任何讓人想笑的情況，將所有笑的人像嚇人箱那樣的彈飛。                                                                   | 20                   |
| 肥皂暗影 シャボンシャドー Shabon Shadow                           | 199cm （43.8m） | 196kg （431.2t） | グハ2929-21      | 變換型肥皂（チェンジ系シャボン）泡泡炸彈（泡系爆彈）                                                 | N/A                   | 無                                       | 「肥皂」型暗影怪人，雙手能放出可燃性油脂或能讓兩個對象意識互相交換的泡泡，意識被交換的對象若長時間沒有辦法回到原來的身體的話會因為身體起拒絕反應而死，頭部能放出泡泡炸彈。                                 | 21                   |
| 管理人車（國際象棋） 管理人ルーク Ruku                            | 213cm （46.9m） | 200kg （440.0t） | モヤ609-24       | 盧克戰車（ルーク系チャリオット）                                                                     | 動ヶ無イ駅            | 將棋                                     | 「戰車計件」型管理人，使用能發射光球砲的城堡長棍為武器，手部能發射光線，巨大化後能使用城堡長棍放出能讓自己吸收的戰鬥員骷髏茲使自己能在短時間內超巨大化。                                                   | 24                   |
| 追光燈暗影 ピンスポシャドー Pinsupo Shadow                        | 201cm （44.2m） | 197kg （433.4t） | ゼハ134-25       | 針型閃光（ピンスポット系フラッシュ）6連閃光（6連系フラッシュ）                                       | おとぎ駅              | 童話 （小紅帽 桃太郎 灰姑娘 國王的新衣） | 「舞臺燈光」型暗影怪人，頭上的探照燈發射的光線能夠讓照射到的書本上（人所想像）的腳色浮現，背上的6連探照燈能發射光束。                                                                                      | 25                   |
| 硬幣暗影 コインシャドー Koin Shadow                               | 208cm （45.8m） | 195kg （429.0t） | ネハ510-26       | 暗影線型幣（シャドーライン系コイン）                                                                 | N/A                   | 無                                       | 「硬幣」型暗影怪人，全身能放出硬幣炸彈，能夠將硬幣炸彈黏在敵人的袖子上，吸收黑暗後全身能放出黑暗衝擊波。擁有人型姿態。                                                                                     | 26                   |
| 管理人象（國際象棋） 管理人ビショプ Pishopu Shadow                | 202cm （44.4m） | 198kg （435.6t） | モヤ14422-27     | 主教大象（ビショップ系エレファント）                                                                 | 差迷井駅              | 無                                       | 「主教計件」型管理人，使用附有能射出戰輪、發射光束或放出斬擊波的主教長棍為武器。 | 27                   |
| 瓶暗影 ボトルシャドー Botoru Shadow                               | 214cm （47.1m） | 201kg （442.2t） | ネロ2104-29      | 開瓶型開瓶器（コルクスクリュー系オープナー）                                                         | N/A                   | 無                                       | 「瓶子」型暗影怪人，使用開瓶器為武器，頭部的兩個瓶口能發射紅色、白色&複合光束。 | 29                   |
| 假髮暗影 ウィッグシャドー Uiggu Shadow                            | 198cm （43.6m） | 177kg （389.4t） | ノハ145-30       | 鳥巢假髮（鳥の巢系ウィッグ）可愛小妞（カワイイ系ヒヨコちゃン）                                       | N/A                   | 無                                       | 「假髮」型暗影怪人，雙臂能夠放出附有小雞的鳥巢狀假髮，只要被戴上假髮的對象頭上的小雞死亡的話該對象也會死亡，眼睛能放出衝擊波或光束，雙手能發射光彈，背後能放出拘束用假髮，胸前能發射人面炸彈。             | 30                   |
| 桌暗影 テーブルシャドー Teburu Shadow                             | 198cm （43.6m） | 195kg （429.0t） | ネシ298-31       | 四腳型桌（四腳系サスマタ）                                                                           | 浦越市駅              | 無                                       | 「辦公桌」型暗影怪人，使用能放出斬擊波的基座長槍為武器，能夠將周圍的桌椅全都翻倒。甚至連坐在椅子上的人及一部單層巴士都能夠當場翻倒。自己能變成桌子給チェアシャドー投擲作翻桌攻擊。                         | 31、32               |
| 椅暗影 チェアシャドー Chea Shadow                                 | 196cm （43.1m） | 175kg （385.0t） | ネシ13-31        | 單刃飛刀（片刃系トビグチ）                                                                           | 浦越市駅              | 無                                       | 「椅子」型暗影怪人，使用長刀為武器，能夠讓坐上椅子的人類無法站起來，配合桌子暗影的翻桌子攻擊可以將坐在椅上的人同時翻倒。另外自己能變成逼人想要坐下去的電椅，但如果坐下去的人太重的話會因為支撐不住而跌下。 | 31、32               |
| 針筒暗影 チュウシャキシャドー Chuushaki Shadow                    | 212cm （46.7m） | 199kg （437.8t） | ノハ109-33       | 手環型注射器（ブレスレッド系注射器）                                                                 | 注毒駅                | 無                                       | 「注射器」型暗影怪人，左手為能發射出毒注射手環、吸收&發射能量的針筒，更以空手道師父作為其偽裝型態。 | 33                   |
| 撞球暗影 ビリヤードシャドー Biriyado Shadow                       | 204cm （44.9m） | 191kg （420.2t） | ノハ201944210-34 | 啄木鳥型球桿（キツツキ系キュー）暗影型母球（シャドー系キューボール）台球型桌（ビリヤード系テーブル） | 突き合い駅            | 無                                       | 「球」型暗影怪人，使用能將人當成撞球來打、使出Break Shot、CushionShot、Draw Shot & Trick Shot的撞球桿為武器，能隨時變出撞球桌。                                                                            | 34                   |
| 鋼筆暗影 マンネンハツシャドー Manneuhatsu Shadow                  | 197cm （43.3m） | 194kg （426.8t） | ノハ1000012-36   | 筆尖型斧頭（ニブ系アックス）                                                                         | 落第学前駅            | 無                                       | 「鋼筆」型暗影怪人，使用噴嘴斧為武器，右肩的噴嘴能強制讓人變成零分和發射墨水，巨大化後能使用噴嘴斧放出黑霧使自己能在短時間內超巨大化；墨水可以拿戰鬥員骷髏茲來補充。                                       | 36                   |
| 管理人馬（國際象棋） 管理人ナイト Naito                           | 203cm （44.7m） | 199kg （437.8t） | モヤ7110-37      | 馬型騎士（ナイト系ジャスタウェイ）                                                                   | あちこち町            | 無                                       | 「騎士計件」型管理人，使用能讓騎乘者高速移動的馬頭斧「Just A Way」為武器，手部能發射光束。 | 37                   |
| 電影暗影 フィルムシャドー Firumu Shadow                           | 200cm （44.0m） | 179kg （393.8t） | ノハ2166-38      | 打型片（ヒット系フィル厶）切型劍（カット系ソード）                                                   | N/A                   | 門衛                                     | 「電影」型暗影怪人，使用剪刀劍為武器，全身能放出拘束用可燃性影片捲，兩肩的攝影機能發射子彈，能夠製造任何電影戰爭場面，能放出讓人感到恐怖的布幕。                                                           | 38                   |
| 墓碑暗影 ボセキシャドー Boseki Shadow                             | 204cm （44.9m） | 210kg （462.0t） | ノハ9012-39      | 墓碑式門（墓石系ドア）                                                                               | N/A                   | 無                                       | 「墓碑」型暗影怪人，能夠藉由吸收黑暗來讓已死的暗影怪人復活，但是復活的暗影怪人能力會大幅弱化以及無法巨大化。                                                                                               | 39                   |
| 玩具屋暗影 ドールハウスシャドー Doruhausu Shadow                  | 201cm （44.2m） | 179kg （393.8t） | モハ106803-43    | 人偶型房屋（ドール系ハウス）、繡花針型桿織機（刺繡針系レイピア）                                     | N/A                   | 無                                       | 「娃娃屋」型暗影怪人，使用細劍為武器，能使用將人完全困在裡面的玩具屋，手部能放出衝擊波。 | 43                   |
| 城の番人兵（國際象棋） ポーン Pon                                 | 44.0cm          | 433.4kg          | モテ400-44       | 典當連枷（ポーン系フレイル）                                                                         | N/A                   | 無                                       | 「典當守衛人」，使用鐵球棒為武器，頭部能放出衝擊波。 | 44                   |
| 獵犬暗影 ハウンドシャドー Haudo Shadow                            | cm （m）        | kg （t）         | ナロ11-SOS       | | N/A                   | 野生動物園                               | 「獵犬」型暗影怪人，身為利牙，有著極強的嗅覺。 | THEMOVIE 銀河路線SOS |
| 鐘暗影 クロックシャドー kurokku Shadow                            | cm （m）        | kg （t）         | ゼヤ9629-VS      | | N/A                   | 獸電池                                   | 「鐘」型暗影怪人，使用雙劍為武器，所唱的歌能夠讓聽到的對象變成小孩。 | VS強龍者 THEMOVIE    |
| 背心暗影 べストシャドー Besuto Shadow                             | cm （m）        | kg （t）         | ザエ1091022-VC   | | N/A                   | 無                                       | 「背心」型暗影怪人，使用衣架為武器，可變身成黑色背心。 | 夢幻的超特急7號      |

### 下級兵卒
骷髏茲（クローズ）
暗影路線的戰鬥兵團。具有暗黑之力，能從影子中不斷地生成。武器為附有彈匣的機關槍和斧頭，帽子與身上的黑套裝為來自斧頭幫的設計風格。而且可以駕駛暗影號烈車進行巨大戰。

### 暗影路線戰力

#### 城堡總站（キャッスルターミナル）
暗影路線的據點，外型為一座城堡的起始車站。
於40集時因為暗黑力量變弱而重見天日並證實此總站位於來斗5人一直尋找中的故鄉昂濱市。
於41集時因為暗黑皇帝杰特的力量恢復而再次沉入黑暗的地底世界。
城堡總站為暗黑皇帝杰特力量的一部分，於第46集時變身為巨大闇獸形態。
於第47集遭所有的特急烈車摧毀，令暗影路線的力量大大減弱。

#### 闇黑巨獸（闇の巨獣）
身高：418m
體重：4120kg
闇形式：ゼッイ9410-46
闇裝備：城堡總站（キャッスルターミナル）
暗黑皇帝杰特本身的闇黑之力和城堡總站融合而誕生的闇黑巨獸。第46集初登場。

#### 暗影號（クライナー）
【基本資料】
| 機體高度 | 機體寬度 | 機體長度 | 機體重量 | 航行速度 | 輸出馬力 |
| -------- | -------- | -------- | -------- | -------- | -------- |
| 9.7m     | 7.2m     | 162.8m   | 1600t    | km       | 1200萬   |

暗黑路線所持有的巨大暗黑烈車。當出現時會發出「暗黑線路的烈車即將抵達，還想活命的話就請退到黑色安全線內等候。（間もなくシャドーラインの烈車が参ります。命の惜しい方は黒い線の内側に下がってお待ちください）」的廣播音效，地面則會出現黑色虛線。
暗影怪人擁有其操控能力，首節車廂為骷髏頭型。有時亦由骷髏兵負責駕駛烈車。烈車更能偵測連接暗黑線路及彩虹線路之間的分岔口位置。
其中暗黑皇帝Z專車的暗影號車身顏色為白色；暗黑將軍的專用暗影號的車頭為尖角；劇場版中暗黑伯爵的專用暗影號車身顏色為紅色。
暗黑將軍的專用暗影號車廂內更設有水上樂園、餐廳及博物館。
前稱鑽頭暗影號的鑽頭烈車亦本來屬於暗影號的其中一款型號，但已跟隨前稱扎拉姆的虹野明成為特急6號而變成了特急烈車。但暗影號機械人仍可強制進行武裝合體。
暗黑將軍死後其專用暗影號改由葛麗塔接手作駕駛員。

##### 施瓦魯茲將軍專用暗影號（シュバルツ専用クライナー）
【基本資料】
| 機體高度 | 機體寬度 | 機體長度 | 機體重量 | 航行速度 | 輸出馬力 |
| -------- | -------- | -------- | -------- | -------- | -------- |
| 10.0m    | 7.3m     | 164.4m   | 1680t    | 680km    | 1500萬   |

施瓦魯茲將軍專用暗影號。於第6集出場。駕駛員為施瓦魯茲將軍。

#### 暗影號機器人（クライナーロボ）
【基本資料】
| 機體高度 | 機體寬度 | 機體厚度 | 機體重量 | 航行速度 | 輸出馬力 |
| -------- | -------- | -------- | -------- | -------- | -------- |
| 45.5m    | 15.5m    | 8.0m     | 1600t    | 500km    | 1200萬   |

暗影號的巨大機器人形態。駕駛員為戰鬥員骷髏茲。武器為雙臂的機關槍。於第19集時更能夠強制跟鑽頭烈車進行武裝合體。

##### 施瓦魯茲將軍專用暗影號機器人（シュバルツ専用クライナーロボ）
【基本資料】
| 機體高度 | 機體寬度 | 機體厚度 | 機體重量 | 航行速度 | 輸出馬力 |
| -------- | -------- | -------- | -------- | -------- | -------- |
| 48m      | 19.5m    | 8.0m     | 1680t    | 600km    | 1500萬   |

施瓦魯茲將軍專用暗影號的巨大機器人形態。駕駛員為施瓦魯茲將軍。武器為雙臂的棒，代替原本的機關槍。
於第23集時更使用長劍作為武器。於第29集時更能夠強制跟鑽頭烈車進行武裝合體。

##### 摩魯克專用暗影機器人（モルク専用クライナーロボ）
【基本資料】
| 機體高度 | 機體寬度 | 機體厚度 | 機體重量 |
| -------- | -------- | -------- | -------- |
| 44m      | 19.5m    | 8.0m     | 1630t    |

摩魯克侯爵專用暗影號的巨大機器人形態。於第40集出場。駕駛員為摩魯克侯爵。使用武器為一把聖扇和雙臂的機關槍。

##### 皇帝專用暗影號機器人（皇帝専用クライナーロボ）
【基本資料】
| 機體高度 | 機體寬度 | 機體厚度 | 機體重量 |
| -------- | -------- | -------- | -------- |
| 47.5m    | 24.0m    | 8.0m     | 1700t    |

暗黑皇帝杰特專用暗影號的巨大機器人形態。駕駛員為女帝閃爍。武器為長劍和兩肩的加農炮，加農炮可使出必殺技「黑暗墮落」。

##### 超級暗影號機器人（超クライナーロボ）
【基本資料】
| 機體高度 | 機體寬度 | 機體厚度 | 機體重量 |
| -------- | -------- | -------- | -------- |
| 85m      | 39.0m    | 16.0m    | 4800t    |

第35集時，3部暗影號機器人合體而成的巨大機器人。駕駛員為尼祿男爵、諾亞夫人及摩魯克侯爵3人。超級暗影號機器人會使用巨型長劍及大盾作為戰鬥裝備。第46集時由尼祿男爵駕駛。

## 特急者的裝備

### 共通裝備
- 特急變身器（トッキュウチェンジャー，Tokkyu Changer）

裝備於左手腕的變身裝備，側邊有三個按鈕，分別為以下三效果：
- 左按鈕：主要用於進行「特急變身（Tokkyu Change）」。按下後，會發出「即將準備變身，請您退到白色安全線內等候（変身いたしまーす、白線の内側に下がってお待ちくださーい）」的廣播音效，地面則會出現白色虛線（這時怪人們會遵守指示退至虛線後方，但之後的設定是當怪人被出現中的白色虛線碰到的話會造成傷害）。變身器上的鐵道部分用於安裝變身用特急烈車，壓下柵欄部分後即可著裝特急戰衣以及面罩的形成。
- 中間鈕：主要用於「轉乘功能（Form Change）」。按下後，會發出「即將解除變身，請有急事的乘客轉乘其他烈車（変身解除いたしまーす、お急ぎの方はお乗り換えくださーい）」的廣播音效，此時戰士們可將特急烈車取出，互相交換安裝，安裝後則會發出「特急（號碼）號，OOO（原顏色）轉乘OOO（變化後的顏色）」之廣播音效，並同時變換顏色與型態。轉乘功能雖不會對於變身者產生人格或能力的變化，但對於專屬武器的處理及用法不一成了一大特色。女性成員即使轉乘，戰衣仍會保留裙裝部分，這也將是電視版史上首度出現男性的粉紅色戰士。戰衣號碼仍然不變以作識別身份之用，而且車長有權直接強制把所有成員的顏色換回原本未轉乘時的顏色，所有特急烈車因而直接返回原本成員的特急變身器上。作為特急6號變身專用的橙色工程烈車起初不支援轉乘功能，但於47集時來斗為了使用所有人的力量而成功轉乘為橙色。
- 右按鈕：主要用於召喚烈車。按下後，會發出「烈車即將進站，請您退到白色安全線內等候（烈車がまいりまーす、白線の内側に下がってお待ちくださーい）」的廣播音效，可召喚和變身用特急烈車相呼應的巨大烈車。若五人同時召喚，則五輛烈車將以連結形式登場。

一般不會戴在手上，只有碰到敵方怪人才會拿出來，變身時只要放在手腕上，會自動出現扣環扣住，与假面騎士系列腰帶有異曲同工之妙。
- 特急衝擊槍（トッキュウブラスター，Tokkyu Blaster）

特急1號至5號專用的萬能專屬武器。可變形為槍型的「Uchimasu Mode（ウチマスモード）」和劍型的「Kirimasu Mode（キリマスモード）」。變形時，亦會發出該型態的廣播音效「即將射擊（撃ちまーす）」、「即將斬擊（斬りまーす）」；槍身的面板則有「BLASTER MODE」和「SWORD MODE」做轉換。
在特急衝擊鎗刃裝上領域烈車後扣下扳機，則會有「即將準備射擊，請注意，請注意！（撃ちますよー、ご注意くださーい、ご注意くださーい!）」、「即將準備斬擊，請注意，請注意！（斬りますよー、ご注意くださーい、ご注意くださーい!）」之廣播音效，發動特急衝擊鎗刃之必殺攻擊。
在特急衝擊鎗刃裝上「神盾烈車」、「載運烈車」或「補給烈車」後扣下扳機，則會有「即將準備射擊，請注意，請注意！（撃ちますよー、ご注意くださーい、ご注意くださーい!）」、「即將準備斬擊，請注意，請注意！（斬りますよー、ご注意くださーい、ご注意くださーい!）」之廣播音效並根據烈車類型發動其效果或攻擊。
- 特急戰衣（トッキュウスーツ，Tokkyu Suit）

能增強運動能力十倍的強化服。面罩款式與其烈車相呼應，服裝胸前亦有鐵道路線圖。面罩額部和左胸皆有其號碼，即使使用「轉乘」數字也不會改變以便識別身份。
特急6號的戰衣設計計跟《炎神戰隊轟音者》的首5名戰士非常相似，號碼顯示於正中，而且戰衣上的路線圖以黑黃相間顯示，跟其他5人的黑白相間明顯不同。
除特急6號的手套及靴為黑色之外，其餘成員的手套及靴均為白色。
於第47集時特急1號轉乘為橙色時戰衣設計沿用特急6號原本設計（正中的號碼顯示為1號），其後變為彩虹特急1號時特急戰衣更發出彩虹似的光芒。
- 特急腰帶（トッキュウバックル，Tokkyu Buckle）

特急者身上所配戴的腰帶，卡匣可收納彩虹通行證。
- 彩虹通行證（レインボーパス，Rainbow Pass）

特急者們乘車必備之卡片型終端設備。與烈車剪票口連動，特急者們召喚烈車後需以此證感應入閘才能進入烈車駕駛室。通行證表面能像智慧型手機般使用，也能與車長進行無線聯絡。
彩虹通行證同時採用信用卡及電子貨幣技術，所以可使用此通行證向設有的拍卡器的商店買東西﹑甚至乘坐巴士及計程車。不過特急者們於使用了通行證進行交易後還是需要清付款項。萬一遺失是不能補發。
於第12集得知彩虹通行證實際是由特急者們於童年時自製的「秘密基地車票」而變成的，而「秘密基地車票」背面寫有三條規則，其一「基地的事情要絕對保密（基地の事は絶対秘密）」；其二「危急的時候要發出秘密訊號（ピンチの時は秘密の合図を出す）」；其三「五個人絕對要互相幫助（絶対五人で助け合う事）」
除來斗以外，其餘四人的通行證在第45集中被瓦貢燒毀，令他們成為特急者時的記憶被消除，後來4人的記憶回復後自製了一張新的車票並且用作彩虹通行證登上烈車。
- 烈車剪票口（レッシャー自動改札，Ressha Wicket）

召喚烈車後或特急烈車停泊於車站時出現的彩虹通行證專屬自動閘機。如要乘車需將彩虹通行證放置於拍卡器上以取得乘車資格。閘機出現時周圍會自動產生屏障以阻撓未有拍卡並意圖強行登車的人。閘機亦不能強行拆除。
- 特急烈車（トッキュウレッシャー，Tokkyu Ressha）

特急者五人的力量來源。以五輛五色烈車的車頭為原型的鐵道模型裝備。已載入烈車之力與變身指令。
變身用
| 烈車名                           | 效果 | 初登場                                                                           |
| 主要烈車                         | |                                                                                  |
| 紅色烈車 Red Ressha              | 用於變身為特急1號（紅）。 可藉由「轉乘」取得紅色型態。 用於呼叫烈車1號。                                                                      | 1                                                                                |
| 藍色烈車 Blue Ressha             | 用於變身為特急2號（藍）。 可藉由「轉乘」取得藍色型態。 用於呼叫烈車2號。                                                                      | 1                                                                                |
| 黃色烈車 Yellow Ressha           | 用於變身為特急3號（黃）。 可藉由「轉乘」取得黃色型態。 用於呼叫烈車3號。                                                                      | 1                                                                                |
| 綠色烈車 Green Ressha            | 用於變身為特急4號（綠）。 可藉由「轉乘」取得綠色型態。 用於呼叫烈車4號。                                                                      | 1                                                                                |
| 粉紅色烈車 Pink Ressha           | 用於變身為特急5號（粉紅）。 可藉由「轉乘」取得粉紅色型態。 用於呼叫烈車5號。                                                                  | 1                                                                                |
| 能量烈車 Energy Ressha           | 用於拖卡火箭砲的砲彈。 | 1                                                                                |
| 領域烈車 Scope Ressha            | 用於發動特急衝擊槍之必殺攻擊。 | 2                                                                                |
| 橙色工程烈車 Orange Build Ressha | 用於變身為特急6號（橙）。 用於呼叫橙色工程烈車。 用於變身為彩虹特急1號。可藉由「轉乘」取得橙色型態（需先後轉乘紅、藍、黃、綠、粉5種顏色）。   | 16                                                                               |
| 紫色工程烈車 Purple Build Ressha | 用於變身為特急7號（紫）。 用於呼叫紫色工程烈車。                                                                                              | 歸來的烈車戰隊：夢幻的特急7號                                                    |
| 超速烈車 Hyper Ressha            | 用於變身為超速特急模式（金）。 用於大回轉加農砲的砲彈。 用於呼叫超速烈車。 用於變身為彩虹特急1號（需先後轉乘紅、藍、黃、綠、粉、橙6種顏色）。 | 27                                                                               |
| 信箱烈車 Post Ressha             | 外型為紅色的能量烈車，車身寫著POST的字樣。可將郵寄內容塞入烈車並以拖卡火箭砲發送至目的地。                                                    | 42                                                                               |
| 獅子烈車 Lion Ressha             | 用於「轉乘」取得獅子型態。 用於呼叫獅子烈車。                                                                                                 | 烈車戰隊特急者 THE MOVIE 銀河路線SOS                                             |
| 老鷹烈車 Eagle Ressha            | 用於「轉乘」取得老鷹型態。 用於呼叫老鷹烈車。                                                                                                 | 烈車戰隊特急者 THE MOVIE 銀河路線SOS                                             |
| 山貓烈車 Wild Cat Ressha         | 用於由轉乘」取得山貓型態。 用於呼叫山貓烈車。                                                                                                 | 烈車戰隊特急者 THE MOVIE 銀河路線SOS                                             |
| 鱷魚烈車 Crocodile Ressha        | 用於「轉乘」取得鱷魚型態。 用於呼叫鱷魚烈車。                                                                                                 | 烈車戰隊特急者 THE MOVIE 銀河路線SOS                                             |
| 熊貓烈車 Panda Ressha            | 用於「轉乘」取得熊貓型態。 用於呼叫熊貓烈車。                                                                                                 | 烈車戰隊特急者 THE MOVIE 銀河路線SOS                                             |
| 恐龍烈車 Kyoryu Ressha           | 用於變身為強龍紅。 可藉由「轉乘」取得恐龍型態。 用於呼叫恐龍烈車。                                                                            | 烈車戰隊特急者 VS 強龍者 THE MOVIE 平成騎士對昭和騎士 假面騎士大戰 feat.超級戰隊 |
| 電王烈車 DenO Ressha             | 用於變身為電王。 用於呼叫電王烈車。 | 平成騎士對昭和騎士 假面騎士大戰 feat.超級戰隊                                    |
| 輔助烈車                         | |                                                                                  |
| 神盾烈車 Shield Ressha           | 用於呼叫神盾烈車。 插入特急衝擊槍後可防禦敵人攻擊。                                                                                           | 4                                                                                |
| 載運烈車 Car Carrier Ressha      | 用於呼叫載運烈車。 插入特急衝擊槍後可發射衝撞汽車攻擊敵人。                                                                                   | 5                                                                                |
| 補給烈車 Tank Ressha             | 用於呼叫補給烈車。 插入特急衝擊槍後可發射烈車並撞到敵人後發生爆炸。                                                                           | 6                                                                                |
| 柴油烈車 Diesel Ressha           | 用於呼叫柴油烈車。 | 8                                                                                |
| 消防烈車 Fire Ressha             | 用於呼叫消防烈車。 | 13                                                                               |
| 警察烈車 Police Ressha           | 用於呼叫警察烈車。 | 14                                                                               |
| 鑽頭烈車 Drill Ressha            | 用於發動指揮破擊棒之必殺攻擊。 用於大回轉加農砲的砲彈。 用於呼叫鑽頭烈車。                                                                    | 17                                                                               |

### 專屬裝備
以顏色與武器配對，特急者如果透過「轉乘」變換為其他顏色特急者，就只能使用該顏色特急者之專屬武器，如果要再使用其他顔色武器，必須再度進行「轉乘」來取得。
- 鐵路烈劍（レールスラッシャー，Rail Thrasher）

戰衣顏色為紅色的特急者專用之鐵路軌道型長劍，主要使用者為特急1號。
劍刃可伸展出鐵路路軌型的能量光束形成繩子綑綁敵人。
- 月台烈槍（ホームトリガー了，Home Trigger）

戰衣顏色為藍色的特急者專用之車站月台型手槍，主要使用者為特急2號。
可發射出禁止通行的標誌型能量攻擊，使敵人被擋住。
- 信號烈錘（シンゴウハンマー，Signal Hammer）

戰衣顏色為黃色的特急者專用之鐵路信號機型鐵錘，主要使用者為特急3號。
錘子上會先亮藍燈，當打擊落地後會轉亮紅燈，並對身邊所有敵人造成傷害。
- 隧道烈斧（トンネルアックス，Tunnel Axe）

戰衣顏色為綠色的特急者專用之鐵路隧道型長斧，主要使用者為特急4號。
具有相當的重量，通常來說力氣不大的成員較難順暢地使用，可利用其弧形的斧面拋擲敵人。
- 鐵橋烈爪（テッキョウクロー，Tekkyou Claw）

戰衣顏色為粉紅色的特急者專用之鐵路橋樑型雙爪，主要使用者為特急5號。
爪子巨大化後，具有能將進入橋內的敵人縮小的功能。

### 必殺武器
- 連結烈砲（レンケツバズーカ，Renketsu Bazooka）

由特急1號至5號的專屬型態武器合體而成的火箭砲。
連結完後，由特急1號將能量烈車安裝後扣下扳機，則會有「烈車即將發車，出發前進（烈車が発車いたしまーす、出発進行ー）」之廣播音效，必殺技為「彩虹衝刺（レインボーラッシュ）」。
作為砲彈使用的「能量烈車」，可根據特急者天馬行空的想像，變化出各式各樣的攻擊。
使用指揮破擊棒作炮彈的話會使出必殺技「指揮彩虹衝刺（ユウドウレインボーラッシュ）」
類似於秘密戰隊五連者的五連者颶風，唯一不同的是，前者憑著想像力變形，後者為依據敵人的弱點變形。

### 超速特急模式專屬武器
- 大回轉加農砲（ダイカイテンキャノン，Daikaiten Cannon）

變身為超速特急模式時可以使用的加農砲。設計概念原自扇形車庫。
使用方式將作為砲彈使用的超速烈車從安裝中間迴轉點，則會有「本次烈車為今日尾班車（本日の最終レッシャーとなります）」之廣播音效，然後不停上膛，令超速烈車迴轉了一圈(迴轉時前後會停在5個路軌端，如果該路軌端有安裝烈車時會將烈車的能量傳送到超速烈車並將連接數目加一，從而加強炮彈威力及類型。)，然後超速烈車會再自動前進到砲口並發出「請注意別錯過發車時間（お乗り遅れにご注意ください）」之廣播音效，最後便能使出必殺技「超速烈車尾班車碎擊（ハイパー終電クラッシュ）」。

### 特急6號專用裝備
- 應用變身器（アプリチェンジャー，Appli Changer）[69]

智能手機型的變身器，變身器已安裝不同程式，其中包括通訊系統、變身程式及彩虹通行證程式，但在第19話中證實沒有轉乘功能。(估計因為特急6號的變身者為鐵路維修人員，而且其專用烈車橙色工程烈車並不屬於客運用烈車，故此其應用變身器並不支援轉乘功能。)
變身時需啟動變身程式，啟動後變身器背面的路軌版會伸出並發出「即將準備變身，請您退到白色安全線內等候（変身いたしまーす、白線の内側に下がってお待ちくださーい）」的廣播音效。將橙色工程烈車的模型放在路軌上並刷去後即可變身為特急6號。
於第18集時增設召喚鑽頭烈車專用程式，啟動後變身器背面的路軌版會伸出並發出「烈車即將抵達，車輛搖晃，請緊握扶手（烈車がまいりまーす、揺れますので吊革におつかまりください）」的廣播音效。將鑽頭烈車的模型放在路軌上刷去後即可召喚鑽頭烈車。
於第19集時增設召喚橙色工程烈車專用程式，啟動後變身器背面的路軌版會伸出並發出「烈車即將抵達，即將行駛，安全第一（烈車がまいりまーす、安全第一で運行いたしまーす）」的廣播音效。將橙色工程烈車的模型放在路軌上刷去後即可召喚橙色工程烈車。
雖然不能轉乘，但特急6號仍然能夠變身成為超速特急6號。方法為啟動變身程式，變身器背面的路軌版會伸出並將超速烈車的模型放在路軌上並刷去。
- 指揮破擊棒（ユウドウブレイカー，Yudo Breaker）[69]

特急6號專用之交通指揮棒型專屬武器，同時為特急6號工作時使用的工具之一。但最初特急6號在戰鬥時經常性的忘記使用它。如在第19話中拿在手中卻沒有注意到，更加直接把它暫時拋棄到一旁。
在引導破擊棒後方裝上「鑽頭烈車」後會有「All Right! All Right!（オーライ! オーライ!）」之廣播音效並發動引導破擊棒之必殺攻擊，棒身會發出鑽頭狀的龍捲風襲擊敵人，而且攻擊距離遠近皆可。
在引導破擊棒後方裝上橙色工程烈車後會有「All Right! All Right!（オーライ! オーライ!）」之廣播音效並會揮動出橙色工程烈車車頭狠狠砸在地上，從而引起大量石塊飛起及製造塵灰作為特急者們暫時撤退的煙幕。
於第47集時更用作拖卡火箭炮的炮彈。

## 特急列車
行駛於彩虹路線，特急者專用列車。通常以紅．藍．黃．綠．粉紅之順序連結狀態行駛。當怪人巨大化後，五輛烈車將會分離，各烈車的駕駛權也會由車長轉交特急者五人，以進行合體為特急王與暗影路線戰鬥。所有烈車行駛時路軌會發光，顏色會根據烈車的主色而定。

個人駕駛座則以該烈車車頭作為設計。駕駛艙後方牆上的電子面板字幕會依即時狀況做變化。

除五色烈車外，更設有不同類型的輔助烈車讓特急者使用及駕駛。但除了神盾烈車及載運烈車仍在彩虹線路中行駛外，其他輔助烈車已宣告行踪不明。因此特急者們亦需於冒險期間尋回所有失踪的輔助烈車。

### 主要烈車

#### 紅烈車（レッドレッシャー，Red Ressha）
【基本資料】
| 機體高度 | 機體寬度 | 機體長度 | 機體重量 | 航行速度 | 輸出馬力 |
| -------- | -------- | -------- | -------- | -------- | -------- |
| 5.9m     | 4.8m     | 50.6m    | 380t     | 680km    | 340萬    |

特急1號專用，擁有最強馬力的紅色蒸汽火車型烈車。初始站初登場。
其中乘客車廂更加為特急者們的據點，亦安裝有LED電子告示板。
由強化特急不銹鋼製成，3節車廂。車頭上方的煙囪可將想像力能源像蒸氣一般排出，用以提高周邊的想像力能源。

#### 藍烈車（ブルーレッシャー，Blue Ressha）
【基本資料】
| 機體高度 | 機體寬度 | 機體長度 | 機體重量 | 航行速度 | 輸出馬力 |
| -------- | -------- | -------- | -------- | -------- | -------- |
| 8.0m     | 4.8m     | 49.6m    | 350t     | 780km    | 300萬    |

特急2號專用，裝載了最新操控系統以保障行車安全的藍色新幹線型烈車。初始站初登場。
由強化特急不銹鋼製成，3節車廂，雙面連結機體構造。
具有即使車體傾斜，依然能完美操控的特性。

#### 黃烈車（イエローレッシャー，Yellow Ressha）
【基本資料】
| 機體高度 | 機體寬度 | 機體長度 | 機體重量 | 航行速度 | 輸出馬力 |
| -------- | -------- | -------- | -------- | -------- | -------- |
| 7.5m     | 4.8m     | 26.7m    | 210t     | 600km    | 180萬    |

特急3號專用，能利用想像力能源的消耗進行加速或減速的黃色通勤電車型烈車。初始站初登場。
由強化特急不銹鋼製成，2節車廂。
具有準時到站的特性。

#### 綠烈車（グリーンレッシャー，Green Ressha）
【基本資料】
| 機體高度 | 機體寬度 | 機體長度 | 機體重量 | 航行速度 | 輸出馬力 |
| -------- | -------- | -------- | -------- | -------- | -------- |
| 8.0m     | 4.8m     | 49.6m    | 350t     | 780km    | 300萬    |

特急4號專用，能挑戰風阻極限，並以其速度自豪的綠色新幹線型烈車。初始站初登場。
由強化特急不銹鋼製成，3節車廂，雙面連結機體構造。
能吸收周遭微弱的想像力能源。

#### 粉紅烈車（ピンクレッシャー，Pink Ressha）
【基本資料】
| 機體高度 | 機體寬度 | 機體長度 | 機體重量 | 航行速度 | 輸出馬力 |
| -------- | -------- | -------- | -------- | -------- | -------- |
| 7.5m     | 4.8m     | 26.7m    | 210t     | 600km    | 180萬    |

特急5號專用，用於眺望美好景色及享受長途旅行的粉紅色通勤電車型烈車。初始站初登場。
由強化特急不銹鋼製成，2節車廂。能有效地吸收周圍的想像力能源。
車廂座位是長座椅，而最後的車廂更加是女性專用車廂。

#### 橙色工程烈車（ビルドレッシャー，Orange Build Ressha）
【基本資料】
|          | 機體高度 | 機體寬度 | 機體長度 | 機體重量 | 航行速度 | 輸出馬力 |
| -------- | -------- | -------- | -------- | -------- | -------- | -------- |
| 兩車卡   | 21.4m    | 7.2m     | 85.7m    | 1800t    | 600km    | 1500萬   |
| 前方車卡 | 13.5m    | 6.5m     | 62.5m    | 700t     | 630km    | 600萬    |
| 後方車卡 | 8.7m     | 7.2m     | 85.7m    | 1100t    | 580km    | 900萬    |

特急6號專用，集多種工程車輛能力於一身的烈車，可單體變形為橙色工程烈車。第19站初登場。
行駛時聲音有如鑽地機一樣。駕駛室內更設有安全第一的警示牌及作工程用途的檢查表。
由強化特急不銹鋼製成，前後方各有3節車廂，共6節車廂。
烈車分為兩組，其中一組為較長的車卡，上面設有履帶式路軌讓另一組較短的主烈車駛上去。
為彩虹線路之中第一部可單體變形成完整機械人的烈車。
最初於第19站送到虹野明手上時被他本人評價為「難以控制」，因此駕駛室被他以及十勝兩人大肆改造過。改造完成後從天花板降下了複數的扶手，並以拉動扶手的方式來駕駛烈車和控制烈車上的各種設備，亦因此可容納所有特急者登車而不會發生超載情形，但五人需遵守作為主駕駛員特急6號的指揮。後來於第20集開始時為了能夠1人控制所有扶手而又再次大肆改造烈車，並引起剪票手的不滿，但來斗和車長均對改造後的烈車非常滿意。後來駕駛室亦設計得非常生活化（室內不但放滿維修工具，亦擺放了水壺、毛巾、衣架及被鋪等日常生活用品），故此橙色工程烈車可算得上是虹野明的家。
每個扶手都有編號代表其功能。1號扶手拉下時可使用車頭的挖子進行挖掘及攻擊，不過駕駛室會發生激烈的搖晃，並且容易跌倒。2號扶手可跟鑽頭烈車進行烈車武裝成為橙色工程烈車王鑽頭烈車。1號扶手跟2號扶手同時拉下時可發動烈車合體而成為橙色工程烈車王。3號扶手未知其功能。4號扶手為橙色工程烈車變成為橙色工程烈車王鑽頭烈車時用以控制鑽頭烈車。5號扶手為烈車開動時所拉動。6號扶手為啟動吊重機將烈車吊到別處使其方便維修。所有扶手拉下時可發動必殺攻擊。

#### 超速烈車（ハイパーレッシャー，Hyper Ressha）
【基本資料】
| 機體高度 | 機體寬度 | 機體長度 | 機體重量 | 航行速度 | 輸出馬力 |
| -------- | -------- | -------- | -------- | -------- | -------- |
| 26.8m    | 44.7m    | 52.4m    | 10050t   | 900km    | 8700萬   |

為超巨大超級蒸汽機關車型烈車。第31站初登場。
於第31站出現並且停靠在浦越市站。
由強化特急黃金製成，為彩虹線路當中最大型的烈車，單以闊度計算已經佔據了5條路軌的闊度，車頂另增設一部更小型的炮彈型主駕駛烈車。此烈車亦可變型成為超速烈車總站，讓所有特急烈車停靠此站，更可單體變形成超速烈車帝王。
由於超速烈車總站是彩虹線路當中最重要的車站(地位相等於暗黑線路的城堡總站)並且出現地點亦不會固定，因此能夠停靠在此總站實屬萬幸。一旦此總站遭暗黑線路完全佔據的話會意味着彩虹線路將會必死無疑。
總站內設有彩虹線路總裁的辦公室、餐廳、圖書館、電影院、健身室以及醫院等設施，月台同時設有清洗器材用以清潔黏附在烈車上的黑暗。而總裁的辦公室內亦設立警報系統用作警示旗下車站遭暗影怪人入侵。

### 輔助烈車
皆為輔助用烈車，亦能進行烈車合體也能進行烈車武裝。

#### 護盾烈車（シールドレッシャー，Shield Ressha）
【基本資料】
| 機體高度 | 機體寬度 | 機體長度 | 機體重量 | 航行速度 | 輸出馬力 |
| -------- | -------- | -------- | -------- | -------- | -------- |
| 5.8m     | 5.0m     | 18.4m    | 140t     | 400km    | 120萬    |

輔助用的裝甲列車型烈車，已於彩虹路線中行駛的兩部輔助烈車之一。第4站初登場。
於第4站時特急王被暗黑機器人圍攻時由剪票手在特急王駕駛艙裡交給來斗，並合體為特急王神盾烈車。
由強化特急鈦合金製成，1節車廂。在所有特急烈車之中有着最厚的裝甲，行駛時能將所有障礙物撞開。
神盾烈車為唯一一部未知有沒有駕駛室之烈車。

#### 載具烈車（カーキャリアレッシャー，Car Carrier Ressha）
【基本資料】
| 機體高度 | 機體寬度 | 機體長度 | 機體重量 | 航行速度 | 輸出馬力 |
| -------- | -------- | -------- | -------- | -------- | -------- |
| 7.1m     | 5.6m     | 28.7m    | 260t     | 500km    | 120萬    |

輔助用的汽車載運車型烈車，已於彩虹線路中行駛的兩部輔助烈車之一。第5站初登場。
於第5站開始時烈車因路軌被破壞無法到達下一站時由車長交給來斗，並於該集最後合體成為特急王載運烈車。
由強化特急不銹鋼製成，2節車廂。載運烈車上層停泊5部不同顏色的衝撞汽車（ダッシュカー），於上層的起跳版伸出後特急者們可根據自己的想像力駕駛衝撞汽車並跳躍到自己想到達的地點，但根據剪票手所說似乎不能跳躍得太遠。
另外，在上層已暢通無阻時，亦可當臨時橋樑讓其他特急烈車駛過。

#### 油箱烈車（タンクレッシャー，Tank Ressha）
【基本資料】
| 機體高度 | 機體寬度 | 機體長度 | 機體重量 | 航行速度 | 輸出馬力 |
| -------- | -------- | -------- | -------- | -------- | -------- |
| 6.0m     | 5.3m     | 28.4m    | 230t     | 550km    | 200萬    |

輔助用的油罐車型烈車。為失蹤的輔助烈車之一。第5站初登場。
於第5站時被來斗發現於竹林的地底下，後在第6站時由洸成功啟動。
由強化特急不銹鋼製成，2節車廂。大型油罐儲存了大量想像力能源並可在行駛時由特製油管輸送給其他烈車，能提升其輸出功率及戰鬥力。

#### 柴油烈車（ディーゼルレッシャー，Diesel Ressha）
【基本資料】
| 機體高度 | 機體寬度 | 機體長度 | 機體重量 | 航行速度 | 輸出馬力 |
| -------- | -------- | -------- | -------- | -------- | -------- |
| 7.9m     | 6.8m     | 89.4m    | 960t     | 650km    | 830萬    |

輔助用的柴油機車型烈車。為失蹤的輔助烈車之一。第8站初登場。
於第8站時發現在交通博物館內作為展覽品，後來由來斗為烈車進行清洗並付出強大的想像力下成功啟動。
因剪票手告訴來鬥柴油烈車為彩虹線路中最古老的烈車，所以來斗後來稱它為老爺爺烈車。
由強化特急不銹鋼製成，3節車廂。烈車內的引擎馬力非常強大，於第8集起初登場時足以從後方拉停失控並高速奔馳的五輛五色特急烈車，車頭更可發射出柴油導彈攻擊敵人。
跟其他輔助烈車不同的是它在戰鬥後不會再在彩虹路線中行駛，而是回到交通博物館繼續作為展覽品。
另外，柴油烈車附設了客廂，故此於第9集五色烈車檢修期間來斗等人暫時轉乘此烈車以等待五色烈車的檢修結束。

#### 消防烈車（ファイヤーレッシャー，Fire Ressha）
【基本資料】
| 機體高度 | 機體寬度 | 機體長度 | 機體重量 | 航行速度 | 輸出馬力 |
| -------- | -------- | -------- | -------- | -------- | -------- |
| 9.2m     | 5.1m     | 29.1m    | 280t     | 650km    | 240萬    |

輔助用的消防車型烈車。為失蹤的輔助烈車之一。第13站初登場。
於第13站時於城郊發現其滅火器型態，由來斗和神樂成功啟動。
由強化特急不銹鋼製成，2節車廂。車頂設有水炮，前半節為大炮型，後半節為裝設兩支噴射水槍的雲梯。
跟一般消防車一樣於車頂裝設閃燈及警號，駕駛室內亦裝設閃燈。
由於烈車可變成滅火器型態，故此車長及來斗開始發現它時皆誤稱其為滅火器烈車。後來由剪票手更正其名字為消防烈車。

#### 警察烈車（ポリスレッシャー，Police Ressha）
【基本資料】
| 機體高度 | 機體寬度 | 機體長度 | 機體重量 | 航行速度 | 輸出馬力 |
| -------- | -------- | -------- | -------- | -------- | -------- |
| 8.6m     | 4.8m     | 27.2m    | 250t     | 800km    | 220萬    |

輔助用的警車型烈車。為失蹤的輔助烈車之一。第14站初登場。
其模型於第14站遭暗影怪人搶走，後來由來斗成功找回其模型並成功啟動。
為唯一一部車長未有察覺其訊號之輔助烈車。(可能因為烈車停泊在警察局的室內停車場深處，故此車長未能發現其訊號)
由強化特急不銹鋼製成，2節車廂。前半節車頂可伸出手槍並進行攻擊，後半節車廂則容納了手扣。
警察烈車能快速追蹤暗影號，更可以通過警扣截停暗影號，也可開啟特別的警察安全服務護送特急烈車等。
跟一般警車一樣於車頂裝設閃燈及警號，駕駛室內亦裝設閃燈。它更是彩虹線路中現存車速最快的烈車(連五色烈車都追不上)。

#### 鑽頭烈車（ドリルレッシャー，Drill Ressha）
【基本資料】
| 機體高度 | 機體寬度 | 機體長度 | 機體重量 | 航行速度 | 輸出馬力 |
| -------- | -------- | -------- | -------- | -------- | -------- |
| 6.5m     | 4.7m     | 19.0m    | 140t     | 400km    | 130萬    |

特急6號輔助用的鑽頭型烈車。前稱黑暗鑽頭(所以暗黑將軍仍然用此舊稱)，為虹野明仍在暗黑線路時所使用之烈車。
由強化暗黑不銹鋼製成，1節車廂。出場時從地底鑽出，將敵人刺住並高速轉動鑽頭攻擊敵人。
由於前身屬於暗影號烈車，所以可以被暗影號機械人搶奪並強行武裝使用，於所有暗影號中設有的偵測連接暗黑線路與彩虹線路之道岔位置的功能亦未有被取消，故此成為特急者們駛入暗黑鎮時所使用之烈車。彩虹線路總裁於第35集表示鑽頭烈車是他最喜愛的烈車。
於第29集時遭暗黑將軍搶走，令特急者們暫時無法繼續攻入任何暗影鎮。於第35集時虹野明接受暗黑將軍開出的條件而取回烈車。但其條件為虹野明需成為暗黑將軍的手下並效力於他，如果特急者們要阻止虹野明的話就要當特急者們為敵人處理。到了第42集時暗黑將軍陣亡後，就交回虹野明用來繼續打擊暗黑線路。

### 劇場版登場烈車

#### 紫色工程烈車（パープルビルドレッシャー，Purple Build Ressha）
【基本資料】
|          | 機體高度 | 機體寬度 | 機體長度 | 機體重量 | 航行速度 | 輸出馬力 |
| -------- | -------- | -------- | -------- | -------- | -------- | -------- |
| 兩車卡   | 21.4m    | 7.2m     | 85.7m    | 1800t    | 600km    | 1500萬   |
| 前方車卡 | 13.5m    | 6.5m     | 62.5m    | 700t     | 630km    | 600萬    |
| 後方車卡 | 8.7m     | 7.2m     | 85.7m    | 1100t    | 580km    | 900萬    |

特急7號專用，集合多種工程車輛功能於一身的烈車，可單體變形成紫色工程烈車王。
行駛時聲音有如鑽地機一樣。駕駛室內更設有安全第一的警示牌及作工程用途的檢查表。
由強化特急不銹鋼製成，前後方各有3節車廂，共6節車廂。
烈車分為兩組，其中一組為較長的車卡，上面有履帶式路軌讓另一組較短的主烈車駛上去。
為彩虹線路之中第二部可單體變形成完整機械人的烈車。

#### 獅子烈車（ライオンレッシャー，Lion Ressha）
【基本資料】
| 機體高度 | 機體寬度 | 機體長度 | 機體重量 | 航行速度 | 輸出馬力 |
| -------- | -------- | -------- | -------- | -------- | -------- |
| 5.9m     | 4.8m     | 50.6m    | 380t     | 680km    | 340萬    |

特急1號專用，擁有最強馬力的獅子蒸汽火車型烈車。
乘客車廂為特急者們的據點，亦安裝有LED電子告示板。
由強化特急不銹鋼製成，3節車廂。車頭上方的煙囪可將想像力能源像蒸氣一般排出，具有提高周邊想像力的能力。
於劇場版登場的銀河路線烈車，每25年繞太陽系為一周。
動物園特急王組成頭部及中央軀幹。

#### 老鷹烈車（イーグルレッシャー，Eagle Ressha）
【基本資料】
| 機體高度 | 機體寬度 | 機體長度 | 機體重量 | 航行速度 | 輸出馬力 |
| -------- | -------- | -------- | -------- | -------- | -------- |
| 8.0m     | 4.8m     | 49.6m    | 350t     | 780km    | 300萬    |

特急2號專用，裝載了最新操控系統以保障行車安全的老鷹新幹線型烈車。
由強化特急不銹鋼製成，3節車廂，雙面連結機體構造。具有即使車體傾斜，依然能完美操控的特性。
於劇場版登場的銀河路線烈車，每25年繞太陽系為一周。
動物園特急王組成右側軀幹及右腳。

#### 山貓烈車（ワイルドキャットレッシャー，Wild Cat Ressha）
【基本資料】
| 機體高度 | 機體寬度 | 機體長度 | 機體重量 | 航行速度 | 輸出馬力 |
| -------- | -------- | -------- | -------- | -------- | -------- |
| 7.5m     | 4.8m     | 26.7m    | 210t     | 600km    | 180萬    |

特急3號專用，能利用想像力能源的消耗進行加速或減速的山貓通勤電車型烈車。
由強化特急不銹鋼製成，2節車廂。具有準時到站的特性。
於劇場版登場的銀河路線烈車，每25年繞太陽系為一周。
動物園特急王組成右手。

#### 鱷魚烈車（アリゲーターレッシャー，Crocodile Ressha）
【基本資料】
| 機體高度 | 機體寬度 | 機體長度 | 機體重量 | 航行速度 | 輸出馬力 |
| -------- | -------- | -------- | -------- | -------- | -------- |
| 8.0m     | 4.8m     | 49.6m    | 350t     | 780km    | 300萬    |

特急4號專用，能挑戰風阻極限，並以其速度自豪的鱷魚新幹線型烈車。
由強化特急不銹鋼製成，3節車廂，雙面連結機體構造。能吸收周遭微弱的想像力能源。
於劇場版登場的銀河路線烈車，每25年繞太陽系為一周。
動物園特急王組成左側軀幹及左腳。

#### 熊貓烈車（パンダレッシャー，Panda Ressha）
【基本資料】
| 機體高度 | 機體寬度 | 機體長度 | 機體重量 | 航行速度 | 輸出馬力 |
| -------- | -------- | -------- | -------- | -------- | -------- |
| 7.5m     | 4.8m     | 26.7m    | 210t     | 600km    | 180萬    |

特急5號專用，用於眺望美好景色及享受長途旅行的熊貓通勤電車型烈車。
由強化特急不銹鋼製成，2節車廂。能有效地吸收周圍的想像力能源。
車廂座位是長座椅，最後的車廂更是女性專用車廂。
於劇場版登場的銀河路線烈車，每25年繞太陽系為一周。
動物園特急王組成左手。

## 烈車合體

### 特急王（トッキュウオー，Tokkyu Oh）
【基本資料】
| 機體高度 | 機體寬度 | 機體厚度 | 機體重量 | 機體航速 | 機組力量輸出 |
| 47.5m    | 25.5m    | 21.3m    | 1500t    | 650km/h  | 1300萬hp     |

由紅烈車、藍烈車、黃烈車、綠烈車、粉紅烈車進行「烈車合體」後的巨大烈車機器人。初始站初登場。
合體後會有「感謝各位搭乘本列車，特急王合體完成」之廣播音效；當「列車門要開了」之音效播放時，車門型的頭部裝甲同時開啟，露出臉部即合體完成。
合體完畢的口號為「全員搭乘，特急王」。同時，駕駛艙內電子顯示板亦會跑出「完成!!特急王」等字樣。
武器為劍、槍合一的平交道型大劍「踏切劍（フミキリケン）」，得意技為手、腳的車廂延展攻擊「特急王烈拳（トッキュウオーパンチ）」和「特急王烈踢（トッキュウオーキング）」，踏切劍的槍形態「踏切特急射擊（フミキリケントッキュウショット）」。
必殺技為全速行駛於軌道上，通過的同時使出的一刀兩斷斬擊「踏切劍烈車斬（フミキリケン烈車フラッシュ）」。當必殺技或其他招式使用前，駕駛艙內顯示板會跑出「將使出（招式名）」等字幕。
必殺技施放時，會有兩把踏切劍作為平交道柵欄擋在巨大化怪人面前，在各烈車通過後進行攻擊。戰鬥結束後，駕駛艙內顯示板會跑出「謝謝您的使用」等字幕。
於《爆上戰隊BoonBoomger》爆上33中該機組的其餘四輛烈車「 Blue Rescher、 Yellow Rescher、 Green Rescher與 Pink Rescher」可跟「ByunByun Macher Robo」結合成「ByunByun Macher Robo ToQ Custom」。

### 柴油王（ディーゼルオー，Diesel Oh）
【基本資料】
| 機體高度 | 機體寬度 | 機體厚度 | 機體重量 | 機體航速 | 機組力量輸出 |
| 48.4m    | 32.3m    | 7.9m     | 1450t    | 580km/h  | 1260萬hp     |

由柴油烈車、載運列車、補給烈車進行「烈車合體」後的巨大烈車機器人。第9站初登場。
以蠻力自豪，擅長肉搏戰，得意技為「柴油衝擊波（ディーゼルオーインパクト）」，以及從手臂發射「手臂光線（アー厶ビー厶）」。
必殺技為跳躍至空中後，使出的迴轉飛踢「柴油王迴旋飛踢（ディーゼルオースピンキック）」。

### 工程大王（ビルドダイオー，Build Dai-Oh）
【基本資料】
| 機體高度 | 機體寬度 | 機體厚度 | 機體重量 | 機體航速 | 機組力量輸出 |
| 48.5m    | 27.6m    | 6.5m     | 1800t    | 600km/h  | 1500萬hp     |

由工程烈車進行「烈車合體」並拉下1號及2號扶手後變化的巨大烈車機器人。第19站初登場。
合體時因為駕駛室轉移而導致巨大的搖晃。
右手的車頭可伸出鏟頭攻擊敵人的「鏟頭手臂（バケットアー厶）」，可以從肩部發射「肩部光線（ショルダービー厶）」。
拉動5號扶手時可使出必殺技「工程大王鏟頭碎擊（ビルドダイオーハケットブレイク）」。

### 超速烈車帝王（ハイパーレッシャテイオー，Hyper Ressha TeiOh）
【基本資料】
| 機體高度 | 機體寬度 | 機體厚度 | 機體重量 | 機體航速 | 機組力量輸出 |
| 57.0m    | 36.2m    | 27.0m    | 10050t   | 900km/h  | 8700萬hp     |

由超速烈車單體進行「超速烈車變型」後的巨大烈車機器人。第32站初登場。
跟柴油王一樣只以雙手作戰，雙手的手指可稱作「手部發射器（ハンドランチャー）」的機關槍連還攻擊敵人。
必殺技為「超速烈車帝王巨人閃亮光線（ハイパーレッシャテイオージャイアントフラッシュ）」，胸部的動力渦輪會高速轉動並發射出金色光束和以手掌火箭炮發射出十道光束一起痛擊敵人。

### 大合體

#### 超級特急王（超トッキュウオー，Chou Tokkyu Oh）
【基本資料】
| 機體高度 | 機體寬度 | 機體厚度 | 機體重量 | 機體航速 | 機組力量輸出 |
| 63.2m    | 36.7m    | 21.3m    | 2950t    | 700km/h  | 2560萬hp     |

由紅烈車、藍烈車、黃烈車、綠烈車、粉紅烈車、柴油烈車、載運列車、補給烈車進行「超烈車合體」後的巨大烈車機器人。第12站初登場。
配備雙肩的烈車砲，能發動「超特急王加農砲（超トッキュウオーキャノン）」。
必殺技為超特急王的八架烈車同時發射烈車光彈「超特急王全力爆發終結技（超トッキュウオーフルバーストフィニッシュ）」。
由於此合體陣式為意料之外所組成，故此過度使用的話會對烈車造成大量損耗。因此車掌事後亦為五色烈車作出強化以解決消耗問題，而且亦告訴特急者們非必要的不要使用此陣式。

### 超級大合體

#### 神威特急大王（超超トッキュウダイオー，Cho Cho Tokkyu DaiOh）
【基本資料】
| 機體高度 | 機體寬度 | 機體厚度 | 機體重量 | 機體航速 | 機組力量輸出 |
| 69.5m    | 36.7m    | 23.0m    | 4750t    | 800km/h  | 4060萬hp     |

由紅烈車、藍烈車、黃烈車、綠烈車、粉紅烈車、柴油烈車、載運列車、補給烈車、工程烈車進行「超烈車合體」後的巨大烈車機器人。由虹野明命名為超超特急大王。第23站初登場。
武器是由踏切劍及工程烈車車頭所組成的長槍「挖掘機破碎機（ビックランスショべルクラッシャー）」。
配備胸部的烈車砲，能發動「超超特急大王超級加農砲（超超トッキュウダイオースーパーキャノン）」。
必殺技為超超特急大王的九架烈車的烈車型斬撃「超超特急大王幻象快車（超超トッキュウダイオーイマジネーションエクスブレス）」(前後總共攻擊3刀，第1刀為五色烈車型，第2刀為三大輔助烈車型，第3刀為工程烈車型)。

### 最終合體

#### 特急彩虹王（トッキュウレインボー，Tokkyu Rainbow）
【基本資料】
| 機體高度 | 機體寬度 | 機體厚度 | 機體重量 | 機體航速 | 機組力量輸出 |
| 88.0m    | 42.0m    | 26.0m    | 11700t   | 1000km/h | 10200萬hp    |

由所有彩虹路線烈車以及超速烈車總站進行「超速烈車合體」後的巨大烈車機器人。第35站初登場。
合體時所有烈車都會變成跟召喚它們所使用的烈車模型一樣的外觀有次序地駛入超越型車總站，全部成功駛入後超越烈車總站會開始站立起來，等所有人都已經到齊駕駛室時以及超越烈車的主駕駛烈車安裝在頭部才完成合體。
武器為腳部本來屬於超越烈車前方的兩支「彩虹光束加農炮（レインボービームキャノン）」裝設於雙手作射擊，亦可變成「彩虹刀刃（レインボーブレード）」進行劈擊。
必殺技為「特急彩虹最極斬擊（トッキュウレインボーファイナルスラッシュ）」，所有烈車的能量會累積起來並聚集於兩把彩虹刀刃之上，兩把彩虹刀刃會開始產生一道彩虹光芒並以十字斬的方式作出最後的斬擊。

## 烈車武裝

### 特急王武裝

#### 特急王．護盾（トッキュウオーシールド，Tokkyu Oh-Shield）
【基本資料】
| 機體高度 | 機體寬度 | 機體厚度 | 機體重量 | 機體航速 | 機組力量輸出 |
| 47.5m    | 25.5m    | 21.3m    | --t      | --km/h   | --萬hp       |

特急王和護盾烈車進行「烈車武裝」後的型態。第4站初登場。
合體時和左手的粉紅烈車進行替換武裝。
車頭部分可展開成盾牌型態「信號神盾（シグナルシールド）」，防禦敵人攻擊；盾牌上的五色（成員顏色）燈號更可發射「信號神盾激光（シグナルシールドビーム）」攻擊敵人。

#### 特急王．載具（トッキュウオーカーキャリア，Tokkyu Oh-Car Carrier）
【基本資料】
| 機體高度 | 機體寬度 | 機體厚度 | 機體重量 | 機體航速 | 機組力量輸出 |
| 47.5m    | 25.5m    | 21.3m    | 1660t    | 600km/h  | 1450萬hp     |

特急王和載運烈車進行「烈車武裝」後的型態。第5站初登場。
合體時和右手的黃色烈車進行替換武裝。港譯重炮武裝特急王。
由載運烈車車身部分所形成的巨大手臂（亦為發射台）可連續發射出能量光彈。
神樂想出的絕技，以發射能量光彈高速迴旋光刃的「想像力手裏劍（イマジネーションカー手裏剣）」
必殺技為「運輸衝刺（カーキャアダッシュ）」時，會延展車架作為跑道，藉以發射5輛衝撞汽車所形成的驅動光彈攻擊。

#### 特急王．油箱（トッキュウオータンク，Tokkyu Oh-Tank）
【基本資料】
| 機體高度 | 機體寬度 | 機體厚度 | 機體重量 | 機體航速 | 機組力量輸出 |
| 47.5m    | 25.5m    | 21.3m    | 1530t    | 660km/h  | 1340萬hp     |

特急王和補給烈車進行「烈車武裝」後的型態。第6站初登場。
合體時補給烈車會分離成前後部分；車頭部分和黃色烈車替換武裝；車尾部分則和粉紅烈車替換武裝。港譯拳擊武裝特急王。
格鬥型態以拳擊般的連續式拳擊為主。
必殺技為強力上勾拳「罐箱上勾拳（タンクアッパー）」。

#### 特急王．載具油箱（トッキュウオーカーキャリアタンク，Tokkyu Oh-Car Carrier Tank）
【基本資料】
| 機體高度 | 機體寬度 | 機體厚度 | 機體重量 | 機體航速 | 機組力量輸出 |
| 47.5m    | 25.5m    | 21.3m    | 1660t    | 600km/h  | 1450萬hp     |

特急王和載運烈車、補給烈車進行「烈車武裝」後的巨大烈車機械人。第39站初登場。
合體時黃色烈車與載運烈車進行替換武裝；粉紅烈車則和補給烈車車頭進行替換武裝。
必殺技由補給烈車車頭替換為載運烈車上的衝撞汽車使出的「載運補給爆擊（カーキャリアタンクシュート）」。

#### 特急王．警察（トッキュウオーポリス，Tokkyu Oh-Police）
【基本資料】
| 機體高度 | 機體寬度 | 機體厚度 | 機體重量 | 機體航速 | 機組力量輸出 |
| 47.5m    | 25.5m    | 21.3m    | 1550t    | 680km/h  | 1360萬hp     |

特急王和警察烈車進行「烈車武裝」後的型態。第14站初登場。
合體時警察烈車會分離成前後部分；車頭部分會變成手槍和黃色烈車替換武裝；車尾部分則會變成手銬和粉紅烈車替換武裝。
使用右手警槍施展得意技「警槍射擊（ボリスガン）」。
必殺技為使用手銬鎖上對手後，使用手槍進行槍擊的「武警碎裂射擊（ポリススマッシュ）」。

#### 特急王．鑽頭（トッキュウオードリル，Tokkyu Oh-Drill）
【基本資料】
| 機體高度 | 機體寬度 | 機體厚度 | 機體重量 | 機體航速 | 機組力量輸出 |
| 47.5m    | 25.5m    | 21.3m    | 1540t    | 640km/h  | 1350萬hp     |

特急王和鑽頭烈車進行「烈車武裝」後的型態。第18站初登場。
合體時和左手的粉紅烈車進行替換武裝。
必殺技為高速旋轉捲起旋風突刺貫穿的「鑽頭龍捲風（ドリルトルネード）」。

#### 特急王．工程（トッキュウオービルド，Tokkyu Oh-Build）
【基本資料】
| 機體高度 | 機體寬度 | 機體厚度 | 機體重量 | 機體航速 | 機組力量輸出 |
| 47.5m    | 25.5m    | 21.3m    | --t      | --km/h   | --萬hp       |

特急王和工程烈車進行「烈車武裝」後的型態。第25站初登場。
合體時雙手替換武裝為工程烈車王的雙手。
必殺技為「特急王鏟頭碎擊（トッキュウオーバケットブレイク）」。

### 柴油王武裝

#### 柴油王．消防（ディーゼルオーファイヤー，Diesel Oh-Fire）
【基本資料】
| 機體高度 | 機體寬度 | 機體厚度 | 機體重量 | 機體航速 | 機組力量輸出 |
| 48.5m    | 32.3m    | 7.9m     | 1590t    | 580km/h  | 1360萬hp     |

柴油王和消防烈車進行「烈車武裝」後的型態。第13站初登場。
合體時消防烈車會分離成前後部分；車頭部分會變成滅火器並裝設於左手；車尾部分則和柴油烈車車頭替換武裝。
左手的滅火器能夠滅火，而右手的水槍能夠使出必殺技「火焰噴濺（ファイアースブラッシュ）」，以高溫的火焰燒死敵人。但事後還是需要用左手的滅火器處理因此招所造成的火種。

#### 柴油王．警察（ディーゼルオーポリス，Diesel Oh-Police）
【基本資料】
| 機體高度 | 機體寬度 | 機體厚度 | 機體重量 | 機體航速 | 機組力量輸出 |
| 48.5m    | 32.3m    | 7.9m     | --t      | --km/h   | --萬hp       |

柴油王和警察烈車進行「烈車武裝」後的型態。第22站初登場。
合體時警察烈車會分離成前後部分；車頭部分會變成手槍和柴油烈車車頭替換武裝；車尾部分則會變成手銬並裝設於左手。
必殺技為使用手銬鎖上對手後，使用手槍進行槍擊的「武警碎裂射擊（ポリススマッシュ）」。

#### 柴油王．警察消防（ディーゼルオーポリスファイヤー，Diesel Oh-Police Fire）
【基本資料】
| 機體高度 | 機體寬度 | 機體厚度 | 機體重量 | 機體航速 | 機組力量輸出 |
| 48.5m    | 32.3m    | 7.9m     | --t      | --km/h   | --萬hp       |

柴油王和警察烈車及消防烈車進行「烈車武裝」後的型態。第21站初登場。
合體時警察烈車的車頭部分會變成手槍和柴油烈車車頭替換武裝；消防烈車的車頭部分會變成滅火器並裝設於左手。
左手的滅火器能夠噴出泡沫，必殺技為右手使用手槍進行槍擊的「武警碎裂射擊（ポリススマッシュ）」。

### 工程大王武裝

#### 工程大王．鑽頭（ビルドダイオードリル，Build Dai-Oh-Drill）
【基本資料】
| 機體高度 | 機體寬度 | 機體厚度 | 機體重量 | 機體航速 | 機組力量輸出 |
| 48.5m    | 27.6m    | 6.5m     | 1790t    | 600km/h  | 1540萬hp     |

工程大王和鑽頭烈車進行「烈車武裝」後的型態。第19站初登場。
合體時鑽頭烈車會裝設於左手。
拉動4號扶手以控制左手的鑽頭烈車。當拉下駕駛室內所有扶手便能夠使出必殺技「工程烈車王鏟頭鑽頭雙重碎擊（ビルドダイオーショベルドリルダブルクラッシュ）」，以鏟頭跟鑽頭合擊擊潰敵人。

#### 工程大王．油箱（ビルドダイオータンク，Build Dai-Oh-Tank）
【基本資料】
| 機體高度 | 機體寬度 | 機體厚度 | 機體重量 | 機體航速 | 機組力量輸出 |
| 48.5m    | 27.6m    | 6.5m     | --t      | --km/h   | --萬hp       |

工程大王和補給烈車進行「烈車武裝」後的型態。第25站初登場。
合體時補給烈車會分離成前後部分並裝設於雙手。
戰鬥以拳擊般的連續式快捷拳擊為主。此陣式初次於第25站出場時為工程烈車王插手特急王與補給烈車的合體程序而產生的，甚至最後沒使出必殺技而跑掉。

#### 工程大王．護盾（ビルドダイオーシールド，Build Dai-Oh-Shield）
【基本資料】
| 機體高度 | 機體寬度 | 機體厚度 | 機體重量 | 機體航速 | 機組力量輸出 |
| 48.5m    | 27.6m    | 6.5m     | --t      | --km/h   | --萬hp       |

工程大王和神盾烈車進行「烈車武裝」後的型態。第32站初登場。
合體時神盾烈車會裝設於左手。
車頭部分可展開成盾牌型態「信號神盾（シグナルシールド）」，防禦敵人攻擊；盾牌上的五色（初期成員顏色）燈號更可發射「信號神盾激光（シグナルシールドビーム）」攻擊敵人。

#### 工程大王．警察護盾（ビルドダイオーポリスシールド，Build Dai-Oh- Police Shield）
【基本資料】
| 機體高度 | 機體寬度 | 機體厚度 | 機體重量 | 機體航速 | 機組力量輸出 |
| 48.5m    | 27.6m    | 6.5m     | --t      | --km/h   | --萬hp       |

工程大王和警察烈車及神盾烈車進行「烈車武裝」後的型態。第46站初登場。
合體時警察烈車的車頭部分會變成手槍並裝設於右手；神盾烈車會裝設於左手。
左手的護盾車頭部分可展開成盾牌型態「信號神盾（シグナルシールド）」防禦敵人攻擊；盾牌上的五色（初期成員顏色）燈號更可發射「信號神盾激光（シグナルシールドビーム）」攻擊敵人。而右手的警察烈車可使用手槍進行槍擊的「武警碎裂射擊（ポリススマッシュ）」攻擊敵人。

#### 工程大王．消防護盾（ビルドダイオーファイヤーシールド，Build Dai-Oh-Fire Shield）
【基本資料】
| 機體高度 | 機體寬度 | 機體厚度 | 機體重量 | 機體航速 | 機組力量輸出 |
| 48.5m    | 27.6m    | 6.5m     | --t      | --km/h   | --萬hp       |

工程大王和消防烈車及神盾烈車進行「烈車武裝」後的型態。第46站初登場。
合體時消防烈車會分離成前後部分；車尾部分則變成水炮並裝設於右手；神盾烈車會裝設於左手。
左手的神盾車頭部分可展開成盾牌型態「信號神盾（シグナルシールド）」防禦敵人攻擊；盾牌上的五色（初期成員顏色）燈號更可發射「信號神盾激光（シグナルシールドビーム）」攻擊敵人。而右手的水槍能夠使出必殺技「火焰噴濺（ファイアースブラッシュ）」，以高溫的火焰燒死敵人。

### 超級特急王武裝

#### 超級特急王．警察護盾（超トッキュウオーポリスシールド，Chou Tokkyu Oh-Police Shield）
【基本資料】
| 機體高度 | 機體寬度 | 機體厚度 | 機體重量 | 機體航速 | 機組力量輸出 |
| 63.2m    | 36.7m    | 21.3m    | --t      | --km/h   | --萬hp       |

超特急王和警察烈車及神盾烈車進行「烈車武裝」後的型態。劇場版初登場。
合體時警察烈車的車頭部分會變成手槍並裝設於右手；神盾烈車會裝設於左手。
左手的護盾車頭部分可展開成盾牌型態「信號神盾（シグナルシールド）」防禦敵人攻擊；盾牌上的五色（初期成員顏色）燈號更可發射「信號神盾激光（シグナルシールドビーム）」攻擊敵人。而右手的警察烈車可使用手槍進行槍擊的「武警碎裂射擊（ポリススマッシュ）」。

#### 超級特急王．消防（超トッキュウオーファイヤー，Chou Tokkyu Oh-Fire）
【基本資料】
| 機體高度 | 機體寬度 | 機體厚度 | 機體重量 | 機體航速 | 機組力量輸出 |
| 63.2m    | 36.7m    | 21.3m    | --t      | --km/h   | --萬hp       |

超特急王和消防烈車進行「烈車武裝」後的型態。第26站初登場。
合體時消防烈車會分離成前後部分；車頭部分會變成滅火器並裝設於左手；車尾部分則變成水炮並裝設於右手。
右手的水槍不但能夠噴水，更能夠放火。
必殺技為「超熱水噴濺（超熱湯スプラッシ）」，以極高溫的熱水噴向敵人，敵人會因此嚴重燙傷至死。

#### 超級特急王．警察消防（超トッキュウオーポリスファイヤー，Chou Tokkyu Oh-Police Fire）
【基本資料】
| 機體高度 | 機體寬度 | 機體厚度 | 機體重量 | 機體航速 | 機組力量輸出 |
| 63.2m    | 36.7m    | 21.3m    | --t      | --km/h   | --萬hp       |

超特急王和警察烈車及消防烈車進行「烈車武裝」後的型態。第32站初登場。
合體時警察烈車的車頭部分會變成手槍並裝設於右手；消防烈車的車頭部分會變成滅火器並裝設於左手。
使用右手警槍施展得意技「警槍射擊（ボリスガン）」，左手滅火器施展「消防手臂（消火アー厶）」。
左手的滅火器能夠噴出泡沫，右手可使用手槍進行槍擊的「武警碎裂射擊（ポリススマッシュ）」。

#### 超級特急王．警察（超トッキュウオーポリス，Chou Tokkyu Oh-Police）
【基本資料】
| 機體高度 | 機體寬度 | 機體厚度 | 機體重量 | 機體航速 | 機組力量輸出 |
| 63.2m    | 36.7m    | 21.3m    | --t      | --km/h   | --萬hp       |

超特急王和警察烈車進行「烈車武裝」後的型態。第39站初登場。
合體時警察烈車會分離成前後部分；車頭部分會變成手槍和黃色烈車替換武裝；車尾部分則會變成手銬和粉紅烈車替換武裝。
必殺技為使用雙肩的烈車砲和手槍進行槍擊的「警察加農砲（ポリスキャノン）」。

## 播放列表
以下時間以當地時間（日本時間）為準
| 日本播放   | 台灣播放香港播放     | 話數          | 日文標題                   | 中文標題            | 登場暗影怪人&幹部 （日本CV／香港CV） | 大家的列車單元 | 關東收視率 | 編劇     | 導演       |
| ---------- | -------------------- | ------------- | -------------------------- | ------------------- | --- | --- | ---------- | -------- | ---------- |
| 2014/2/16  | 2016/4/302016/3/13   | 1 （起點站）  | 特急烈車で行こう           | 特急烈車出發了      | - 錢包暗影（バッグシャドー，BagguShadow） （江川央生／巫哲棋） | - JR西日本『山口號』 - JR西日本『500系新幹線』 - 小田急電鐵『浪漫特快‧LSE（小田急7000型）』                                                                              | 3.3%       | 小林靖子 | 中澤祥次郎 |
| 2014/2/23  | 2016/5/72016/3/20    | 2             | 俺たちはここにいる         | 我們就在這裡        | - 劍暗影（サーベルシャドー，SaberuShadow） （志村知幸／張方正） | - JR九州『九州七星號列車』 - JR西日本『特急雷鳥號列車（683系特急形型）』 - 西武鐵道『Smile Train 30000系』                                                               | 4.0%       | 小林靖子 | 中澤祥次郎 |
| 2014/3/2   | 2016/5/142016/3/27   | 3             | 思いこんだら命がけ         | 鑽牛角尖很危險      | - 鐵鍊暗影（チェーンシャドー，ChunShadow） （森田順平／梁偉德） | - 京成電鐵『AE形 Skyliner』 - 青森鐵道『青森701系』 - 京阪電氣鐵道『8000系Elegant Saloon』                                                                               | 2.9%       | 小林靖子 | 渡邊勝也   |
| 2014/3/9   | 2016/5/212016/4/3    | 4             | 忘れ物にご注意を           | 不要忘記東西了      | - 火爐暗影（ストーブシャドー，SutobuShadow） （坂口候一） - 暗影號機器人（クライナーロボ，Kuraina Robot） x2 | - 名古屋鐵道『1000系・1800系Panorama Super』 - JR四國『特急潮風8000系特急型電聯車』 - 札幌市電『3300型』                                                                 | 3.8%       | 小林靖子 | 渡邊勝也   |
| 2014/3/16  | 2016/5/282016/4/10   | 5             | 消えた線路の向こうがわ     | 消失的鐵路對面      | - 水桶暗影（バケツシャドー，BaketsuShadow）（中村大樹／黃子敬） | - 南海電鐵『50000系Rapi:t』 - JR貨物『EH500型 ECO-POWER 金太郎』 - 京王電鐵『井之頭線1000系』                                                                            | 3.5%       | 小林靖子 | 竹本昇     |
| 2014/3/23  | 2016/6/42016/4/17    | 6             | 探し物はなんですか         | 你要找什麼東西      | - 施瓦魯茲專用暗影機器人（シュバルツ専用クライナーロボ，Shubarutsu Kuraina Robot）（壤晴彥／陳永信） | - 平成騎士 VS 昭和騎士 假面騎士大戰 feat.超級戰隊 - 『強龍者烈車』 - 『時空列車』 - 『特急王強龍神 feat.時空列車』                                                       | 4.1%       | 小林靖子 | 竹本昇     |
| 2014/4/6   | 2016/6/112016/4/24   | 7             | やるせなく、やる気なく     | 心情沈重，沒有幹勁  | - 印章暗影（ハンコシャドー，HankoShadow）（濱田賢二／劉奕希） | - JR九州『特急由布院之森(KiHa72系)』 - JR西日本『大阪環狀線(201系)』 - 東武鐵道『特急Spacia(100系)』                                                                     | 3.1%       | 小林靖子 | 加藤弘之   |
| 2014/4/13  | 2016/6/182016/5/1    | 8             | レインボーライン大爆破     | 彩虹線路大爆炸      | - 炸彈暗影（バクダンシャドー，BakudaShadow）（伊丸岡篤／陳耀楠） - 迷你炸彈暗影（ミニバクダンシャドー，MinibakudaShadow） | - JR貨物『DD51形式』 - 相模鐵道『新7000系』 - JR四國‧JR西日本『快速Marine Liner(JR四國5000系電車‧223系)』                                                                | 4.8%       | 小林靖子 | 加藤弘之   |
| 2014/4/20  | 2016/6/252015/5/8    | 9             | 思いは片道切符             | 思念是單程車票      | - 扯線木偶暗影（マリオネットシャドー，MarionettoShadow）（內山昂輝／胡家豪） | - JR西日本『特急Sunrise出雲(285系)』 - 京濱急行電鐵『1500型』 - JR貨物『EH200型 ECO-POWER Blue Thunder』                                                                 | 4.7%       | 小林靖子 | 渡邊勝也   |
| 2014/4/27  | 2016/7/22016/5/15    | 10            | 「トカッチ、夕焼けに死す」 | 晴 在太陽下山後喪命 | - 打字機暗影（タイプシャドー，TaipuShadow）（松本保典／葉振聲） | - JR西日本『新幹線光號鐵路之星(700系)』 - 津輕鐵道『津輕21型跑吧！美樂斯』 - 東京都交通局『日暮里舍人線 300型』                                                          | 3.7%       | 小林靖子 | 渡邊勝也   |
| 2014/5/4   | 2016/7/92016/5/22    | 11            | 闇の帝王                   | 暗黑皇帝            | - 暗影號機器人（クライナーロボ，Kuraina Robot） x3（第11站） - 檯燈暗影（ランプシャドー，RanpuShadow）（諏訪部順一／李致林） | - 名古屋鐵道『2000系μ-SKY 』 - 西日本鐵道『7000型』 - 箱根登山鐵道『1000型 Bernina號、2000型 St.Moritz號』                                                               | 3.9%       | 小林靖子 | 中澤祥次郎 |
| 2014/5/11  | 2016/7/162016/5/29   | 12            | 虹の定期券                 | 彩虹通行證          | - 暗影號機器人（クライナーロボ，Kuraina Robot） x3（第11站） - 檯燈暗影（ランプシャドー，RanpuShadow）（諏訪部順一／李致林） | - JR九州『SL人吉58654號機』 - 嵯峨野觀光鐵道『Torokko列車』 - 常陸那珂海濱鐵道湊線『KiHa3710型』                                                                         | 4.1%       | 小林靖子 | 中澤祥次郎 |
| 2014/5/18  | 2016/7/232016/6/5    | 13            | 走れ消火器                 | 奔跑的滅火器        | - 暗影號機器人（クライナーロボ，Kuraina Robot） x7 - 透鏡暗影（ルーペシャドー，RupeShadow）（戶部公爾／馮錦堂） | - 南海電鐵『30000系高野號』 - 富山輕軌『0600型 Portram』 - 新京成電鐵『8800型』                                                                                          | 5.4%       | 大和屋曉 | 加藤弘之   |
| 2014/5/25  | 2016/7/302016/6/12   | 14            | 迷刑事、名探偵             | 迷糊警察名偵探      | - 吸塵器暗影（ソウジキシャドー，SoujikiShadow）（高木涉／葉振聲） - 暗影號機器人（クライナーロボ，Kuraina Robot） | - 伊豆急行『2100系 α Resort 21』 - 智頭急行‧JR西日本『HOT7000系Super 白兔』 - 上毛電氣鐵道『700型』                                                                      | 4.5%       | 大和屋曉 | 加藤弘之   |
| 2014/6/1   | 2016/8/62016/6/19    | 15            | 心の中にあるもの           | 藏在心中的秘密      | - 鐵鎚暗影（ハンマーシャドー，HanmaShadow）（長島茂／馮錦堂） - 暗影號機器人（クライナーロボ，Kuraina Robot）x2（第15站） | - 北越急行『特急白鷹(JR西日本681系2000番台)』 - 京王電鐵『7000系』 - 肥薩橙鐵道『HSOR-100型』                                                                            | 4.7%       | 會川昇   | 渡邊勝也   |
| 2014/6/8   | 2016/8/132016/6/26   | 16            | 危険な臨時烈車             | 危險的臨時烈車      | - 鐵鎚暗影（ハンマーシャドー，HanmaShadow）（長島茂／馮錦堂） - 暗影號機器人（クライナーロボ，Kuraina Robot）x2（第15站） | - 小田急電鐵『浪漫特快‧MSE（60000型）』 - 長良川鐵道『501號車』 - 伊予鐵道『少爺列車』                                                                                   | 4.2%       | 會川昇   | 渡邊勝也   |
| 2014/6/22  | 2016/8/202016/7/3    | 17            | 雨上がりの空に             | 大雨後的藍天        | - 暗影號機器人（クライナーロボ，Kuraina Robot） | - JR九州『885系 鷗號列車』 - 阪急電鐵『阪急電鐵9000系電聯車』 - 弘南鐵道『弘南線7000系』                                                                                 | 5.4%       | 小林靖子 | 中澤祥次郎 |
| 2014/6/29  | 2016/8/272016/7/10   | 18            | 君の名を呼べば             | 讓我呼喊你的名字    | - 鐵箍暗影（リングシャドー，RinguShadow）（三宅健太／陳欣） | - 西武鐵道『10000系特急Red Arrow號』 - 由利高原鐵道『YR-2000型』 - 福井鐵道『F1000型』                                                                                   | 4.8%       | 小林靖子 | 中澤祥次郎 |
| 2014/7/6   | 2016/9/32016/7/17    | 19            | 出発!ビルドダイオー        | 出發!工程大王       | - 圍欄暗影（フェンスシャドー，FensuShadow）（志賀克也／陳廷軒） - 暗影號機器人（クライナーロボ，Kuraina Robot） | - 筑波快線『TX-2000系』 - 球磨川鐵道『田園Symphony KT-500型』 - 伊豆箱根鐵道 『駿豆線 3000系』                                                                           | 3.7%       | 小林靖子 | 加藤弘之   |
| 2014/7/13  | 2016/9/102016/7/24   | 20            | 笑顔は危険                 | 大笑很危險          | - 嚇人箱暗影（ジャックインザボックスシャドー，Jakkuinzabokkusu Shadow）（水島大宙／馮錦堂） - 暗影機器人(クライナーロボ，Kuraina Robot) x2                                                                                                  | - 烈車戰隊特急者 THE MOVIE 銀河路線SOS - 『サファリレッシャー』 - 『サファリガオー』 - 『サファリガオー（ロボモード）』                                                  | 4.2%       | 小林靖子 | 加藤弘之   |
| 2014/7/20  | 2016/9/172016/7/31   | 21            | 花嫁は逃走中               | 落跑新娘            | - 肥皂暗影（シャボンシャドー，ShabonShadow）（一条和矢／李錦綸） | 播放電影宣傳 | 3.7%       | 小林靖子 | 渡邊勝也   |
| 2014/7/27  | 2016/9/242016/9/4    | 22            | 女帝の誕生                 | 女王誕生            | - 女帝閃爍（女帝グリッタ，Guritta） - 皇帝專用暗影機器人（皇帝専用クライナーロボ，Kotei Kuraina Robot） - 特急王（トッキュウオー，Tokkyyu Oh） - 施瓦魯茲專用暗影機器人（シュバルツ専用クライナーロボ，Shubarutsu Kuraina Robot）（第23站） | 播放電影宣傳 | 2.7%       | 小林靖子 | 渡邊勝也   |
| 2014/8/10  | 2016/10/12016/9/11   | 23            | 手と手をつないで           | 手牽著手            | - 女帝閃爍（女帝グリッタ，Guritta） - 皇帝專用暗影機器人（皇帝専用クライナーロボ，Kotei Kuraina Robot） - 特急王（トッキュウオー，Tokkyyu Oh） - 施瓦魯茲專用暗影機器人（シュバルツ専用クライナーロボ，Shubarutsu Kuraina Robot）（第23站） | 播放電影宣傳 | 3.2%       | 小林靖子 | 中澤祥次郎 |
| 2014/8/17  | 2016/10/82016/9/18   | 24            | 分岐點をこえて             | 三岔路的前方        | - 管理人車（神奈延年／劉奕希） | 播放電影宣傳 | 3.3%       | 小林靖子 | 中澤祥次郎 |
| 2014/8/24  | 2016/10/152016/9/25  | 25            | おとぎ話が飛び出して       | 童話故事變成現實    | - 追光燈暗影（ピンスポシャドー，PinsupoShadow）（二又一成／劉昭文） | 播放電影宣傳 | 3.1%       | 小林靖子 | 竹本昇     |
| 2014/8/31  | 2016/10/222016/10/2  | 26            | 銭湯で戦闘開始             | 澡堂生存戰          | - 硬幣暗影（コインシャドー，KoinShadow）（倉貫匡弘／李凱傑） | 播放電影宣傳 | 2.6%       | 大和屋曉 | 竹本昇     |
| 2014/9/7   | 2016/10/292016/10/9  | 27            | 新たな力を                 | 全新的力量          | - 摩魯克侯爵（モルク侯爵，Moruku） - 管理人象（管理人ビショップ，Bishoppu）（桐本琢也／劉昭文） | - 仙台市交通局『南北線1000N系』 - 大井川鐵道『C10型 8號機』 - JR四國『2000型宇和海』                                                                                     | 3.6%       | 小林靖子 | 加藤弘之   |
| 2014/9/14  | 2016/11/52016/10/16  | 28            | カッコ悪いがカッコ良い     | 丟臉也很帥氣        | - 暗影號機器人（クライナーロボ，Kuraina Robot） x2 | - 小田急電鐵『浪漫特快‧VSE（50000型）』 - 上田電鐵『1000系』 - JR九州『KiHa 185系坐A列車去吧』                                                                           | 3.3%       | 小林靖子 | 加藤弘之   |
| 2014/9/21  | 2016/11/122016/10/23 | 29            | 対向車との合流点           | 平行車的交叉點      | - 瓶子暗影（ボトルシャドー，BotoruShadow）（中原茂／李錦綸） - 施瓦魯茲專用暗影機器人（シュバルツ専用クライナーロボ，Shubarutsu Kuraina Robot）                                                                                             | - 京成電鐵『AE100形 City Liner』 - JR西日本『國鐵381系1000番台 東方白鸛號列車』 - JR九州『KiHa 185系 九州橫斷特急』                                                      | 4.0%       | 大和屋曉 | 渡邊勝也   |
| 2014/9/28  | 2016/11/192016/10/30 | 30            | 誕生日のお祝いは           | 生日禮物要什麼      | - 假髮暗影（ウイッグシャドー，UigguShadow）（矢部雅史／招世亮） | - JR貨物『DE10型』 - 京濱急行電鐵『600型 Blue Sky Train』 - JR九州『KiHa 40系 指宿之玉手箱』                                                                             | 3.3%       | 大和屋曉 | 渡邊勝也   |
| 2014/10/5  | 2016/11/262016/11/6  | 31            | ハイパーレッシャターミナル | 卓越烈車總站        | - 桌暗影（テーブルシャドー，TeburuShadow）（石塚運昇／葉振聲） - 椅暗影（チェアシャドー，CheaShadow）（松野太紀／張方正） | - 南海電鐵『12000系 Southern Premium』 - 岳南電車『8000型 岳輝夜富士 』 - 西日本鐵道『3000型』                                                                           | 4.2%       | 小林靖子 | 中澤祥次郎 |
| 2014/10/12 | 2016/12/32016/11/13  | 32            | 決意                       | 决意                | - 桌暗影（テーブルシャドー，TeburuShadow）（石塚運昇／葉振聲） - 椅暗影（チェアシャドー，CheaShadow）（松野太紀／張方正） | - 阪急電鐵『阪急電鐵1000系電聯車 (2代)』 - 大井川鐵道『16000系』 - JR九州『KiHa 125型 特急海幸山幸』                                                                     | 3.9%       | 小林靖子 | 中澤祥次郎 |
| 2014/10/19 | 2016/12/102016/11/20 | 33            | カラテ大一番               | 空手道第一名        | - 注射器暗影（チュウシャキシャドー，ChuushakiShadow）（真殿光昭／梁偉德） | 公怖獲頒發第13屆“日本鐵道賞”特別獎 | 3.0%       | 小林靖子 | 竹本昇     |
| 2014/10/26 | 2016/12/172016/11/27 | 34            | 恋は大騒ぎ                 | 戀愛大亂鬥          | - 球暗影（ビリヤードシャドー，BiriyadoShadow）（藤本たかひろ／黃子敬） | - 東武鐵道『東武6050系電聯車』 - JR西日本『281系 遙號列車』 - JR西日本『 KiHa 187型Super因幡』                                                                           | 3.1%       | 大和屋曉 | 竹本昇     |
| 2014/11/9  | 2016/12/242016/12/4  | 35            | 奪われたターミナル         | 被奪走的總站        | - 超暗影號機器人（超クライナーロボ，Cho Kuraina Robot） | - 西武鐵道『9000系』 - 大井川鐵道井川線『南阿爾卑斯阿卜特線ED90型電力機車』 - JR四國『N2000系"渦潮"』                                                                    | 3.5%       | 小林靖子 | 加藤弘之   |
| 2014/11/16 | 2016/12/312016/12/11 | 36            | 夢は100点                  | 一百分的夢想        | - 鋼筆暗影（マンネンヒツシャドー，MannenhitsuShadow）（飛田展男／巫哲棋） | - 名古屋鐵道『5000系』 - 京阪電氣鐵道『3000系Comfort Saloon』 - 伊予鐵道『MoHa 2100型』                                                                                  | 3.6%       | 會川昇   | 加藤弘之   |
| 2014/11/23 | 2017/1/72016/12/18   | 37            | クイズ                     | 不合理的問題        | - 管理人馬（管理人ナイト，Naito）（阪口大助／麥皓豐） | - 相模鐵道『11000系』 - 近江鐵道『700系』 - JR九州『KiHa 183系1000番台 "阿蘇男孩"』                                                                                      | 4.2%       | 大和屋曉 | 中澤祥次郎 |
| 2014/11/30 | 2017/1/142016/12/25  | 38            | 映画つくろう               | 來拍電影吧          | - 電影暗影（フィルムシャドー，FirumuShadow）（石川英郎／周倚天） | - 北總鐵道『7300型』 - 名古屋鐵道『2200系』 - 沖繩都市單軌電車『Yui-Rail』                                                                                               | 3.8%       | 大和屋曉 | 中澤祥次郎 |
| 2014/12/7  | 2017/1/212017/1/8    | 39            | 終わりの始まり             | 終點的起點          | - 墓碑暗影（ボセキシャドー，BosekiShadow）（龍田直樹／鄧港文） | - JR西日本‧JR九州『N700系7000番台、8000番台』 - 秩父鐵道『7000系』 - 叡山電鐵『(900系)Kirara』                                                                           | 3.6%       | 小林靖子 | 竹本昇     |
| 2014/12/14 | 2017/1/282017/1/15   | 40            | 誰があいつで あいつが誰で  | 眼前的人到底是誰    | - 摩魯克專用暗影機器人（モルク専用クライナーロボ，Moruku Kuraina Robot） | - 北陸鐵道淺野川線『8000系8800番台』 - 西日本鐵道『8000型』 - JR西日本『日本國鐵117系電聯車"Sun Liner"』                                                                 | 3.7%       | 小林靖子 | 竹本昇     |
| 2014/12/21 | 2017/2/42017/1/22    | 41            | クリスマス大決戦           | 聖誕節大決戰        | - 諾亞夫人（ノア夫人，Noa） - 施瓦魯茲將軍（シュバルツ將軍，Shubarutsu） - 暗影號機器人（クライナーロボ，Kuraina Robot） x40 - 超暗影號機器人（超クライナーロボ，Cho Kuraina Robot） x3                                                     | - JR九州『800系』 - JR四國『2000系"南風"』 - 秩父鐵道『(C58 363號機) PALEOEXPRESS』                                                                                      | 3.9%       | 小林靖子 | 竹本昇     |
| 2014/12/28 | 2017/2/112017/2/5    | 42            | 君にく言葉                 | 想對你說的話        | | - 烈車戰隊特急者 VS 強龍者 THE MOVIE - 『レッドレッシャー ブレイブ獣電池編成』 - 『サラマズ究極態』 - 『トッキュウレインボー・ギガントキョウリュウジン（VSスペシャル）』 | 3.7%       | 小林靖子 | 加藤弘之   |
| 2015/1/11  | 2017/2/182017/2/12   | 43            | 開かない扉                 | 打不開的門          | - 玩具屋暗影（ドールハウスシャドー，DoruhausuShadow）（河本邦弘／李震權） | - | 3.1%       | 小林靖子 | 加藤弘之   |
| 2015/1/18  | 2017/2/252017/2/19   | 44            | 昴ヶ浜へ                   | 向團圓灣邁進        | - 城堡守衛兵（城の番人ポーン，Bon） | - | 3.4%       | 小林靖子 | 渡邊勝也   |
| 2015/1/25  | 2017/3/42017/2/26    | 45            | 君が去ったホーム           | 你已不在的月台      | - | - | 3.4%       | 小林靖子 | 渡邊勝也   |
| 2015/2/8   | 2017/3/112017/3/12   | 46            | 最後の行き先               | 最後的車站          | - | - | 3.7%       | 小林靖子 | 竹本昇     |
| 2015/2/15  | 2017/3/182017/3/19   | 47 （終點站） | 輝いているもの             | 閃耀的光芒          | - 暗黑皇帝杰特（闇の皇帝ゼット，Zetto） - 摩魯克侯爵（モルク侯爵，Moruku） - 尼祿男爵（ネロ男爵，Nero） - 闇黑巨獸（闇の巨獣） | - | 4.9%       | 小林靖子 | 竹本昇     |

## 音樂

### 片頭曲
「烈車戦隊トッキュウジャー」
- 作詞：渡部紫緒，作曲&編曲：坂部剛，歌：伊勢大貴（日语：伊勢大貴）

### 片尾曲
「ビュンビュン!トッキュウジャー」
- 作詞：藤林聖子，作曲：俊龍，編曲：坂部剛，歌：Project.R（YOFFY、谷本貴義、鎌田章吾）

### 插曲
「GO!GO!トッキュウジャー」（第6、13、39駅）
- 作詞：渡部紫緒，作曲&編曲：坂部剛，歌：伊勢大貴

「烈車合体！トッキュウオー」（第5、7、14駅）
- 作詞：桑原永江，作曲：羽岡佳，編曲：佐藤清喜，歌：宮内タカユキ

「シュッシュッポッポ! トッキュウジャー」
- 作詞&作曲：Raizo.W，編曲：坂部剛，歌：串田晃

「雨のちレインボー」（第26駅）
- 作詞：藤林聖子，作曲：羽岡佳，編曲：佐藤清喜，歌：大西洋平

「夢限∞イマジネーション」（第20駅）
- 作詞・作曲・編曲・歌：岩崎貴文、ピアノアレンジ：奥田弦

「線路は続くよどこまでも（線路はつづくよどこまでも）」
- アメリカ民謡 訳詞：佐木敏 / アレンジ・演奏：ANIMETAL USA / 歌：鎌田章吾

「トッキュウ総進撃!!!」（第35-36駅）
- 作詞：桑原永江 / 作曲：AYANO! / 編曲：平松建治、AYANO! / 歌：山形ユキオ

### 角色曲
「I saw the light」
作詩：渡部紫緒 / 作曲：羽岡佳 / 編曲：佐藤清喜 / 歌：ライト（CV：志尊淳）
「ブルーレンズの向こうへ」（第34駅）
作詩：坂井竜二 / 作曲：平牧仁 / 編曲：山下康介 / 歌：トカッチ（CV：平牧仁）
「Yellow heart」
作詩：梨里杏 / 作曲・編曲：橋本由香利 / 歌：ミオ（CV：梨里杏）
「Green Anchor」（第33駅）
作詩：藤林聖子 / 作曲・編曲：ZENTA / 歌：ヒカリ（CV：横浜流星）
「参上!なりきり♡GIRL」（第30駅）
作詩：坂井竜二 / 作曲：鈴木盛広 / 編曲：安岡洋一郎 / 歌：カグラ（CV：森高愛）
「オレンジ色したニクいやつ」
作詩・作曲：高取ヒデアキ / 編曲：川瀬智 / 演奏：Z旗 / 歌：虹野明（CV：長濱慎）
「うた歌いま〜す、うた歌いま〜す」
作詩：マイクスギヤマ / 作曲・編曲：大石憲一郎 / 歌：チケット（CV：山口勝平）
「Choo Choo WAGON」
作詩：渡部紫緒 / 作曲：光増ハジメ / 編曲：EFFY / 歌：ワゴン（CV：堀江由衣）
「暗闇の在処」
作詩：只野菜摘 / 作曲：IMAJO / 編曲：IMAJO、平松建治 / 歌：闇の皇帝ゼット（CV：大口兼悟）
「Darkness 〜闇の勇者〜」
作詩：井上望 / 作曲：Raizo.W / 編曲：加藤みちあき / 歌：ネロ男爵（CV：福山潤）
「ノア ノア ノアール」
作詩：藤林聖子 / 作曲：奥田弦 / 編曲：籠島裕昌 / 歌：ノア夫人（CV：久川綾)
「黒鉄将軍シュバルツ」
作詩：渡部紫緒 / 作曲・編曲：黒須克彦 / 歌：シュバルツ将軍（CV：壤晴彦）
「そして王子さまが」
作詩：只野菜摘 / 作曲・編曲：坂部剛 / 歌：グリッタ嬢 （CV：日髙のり子）
「棺桶のうた」（第3駅）
作詩：坂井竜二 / 作曲・編曲：羽岡佳 / 歌：チェーンシャドー（CV：森田順平）

## 其他相關媒體

### 劇場版
- 《獸電戰隊強龍者 VS Go Busters 恐龍大決戰！ 再見永遠的朋友啊》

本作為《獸電戰隊強龍者》與《特命戰隊Go Busters》的VS劇場版，本作亦是《超級戰隊祭》的第六部作品，特急者五人於結尾先行登場，2014年1月18日上映。
- 《平成騎士對昭和騎士 假面騎士大戰 feat.超級戰隊》

本作為《假面骑士鎧武》與本作合作的劇場版作品亦為《平成假面騎士系列》第15部紀念劇場版作品，2014年3月29日上映。
- 《烈車戰隊特急者 THE MOVIE 銀河路線SOS》

本作的獨立劇場版，2014年7月19日上映。
- 《烈車戰隊特急者 VS 強龍者 THE MOVIE》

本作與《獸電戰隊強龍者》的VS劇場版，本作的第一部VS劇場版，本作亦是《超級戰隊祭》的第七部作品，2015年1月17日上映。
- 《手裏劍戰隊忍忍者 VS 特急者 THE MOVIE 忍者 In Wonderland》

本作與《手裏劍戰隊忍忍者》的VS劇場版，本作的第二部VS劇場版，本作亦是《超級戰隊祭》的第八部作品，2016年1月23日上映。
- 《TEN·豪快者》

本作為《海賊戰隊豪快者》的歸來篇，於2021年11月12日上映，特急3號跟特急5號在本作中以高中生的姿態登場。

### 電視劇集
- 《動物戰隊獸王者》第28話，特急者5人以原本小朋友的姿態登場。
- 《連續4週特別篇 超級戰隊最強對戰!!》

《超級戰隊系列》電視特別節目，特急5號於本作登場。
- 《爆上戰隊BoonBoomger》爆上32，特急1號和特急6號登場。

## 超級英雄時間相關條目
- 2014春《假面騎士鎧武》（第18-47集）
- 2014秋《假面騎士Drive》（第1-18集）

## 海外播放

### 台灣
台灣東森綜合台於2016年4月30日至2017年3月18日期間每週六上午8時首播國語配音版，並於隔天下午4時由東森超視台重播。2017年1月21日至12月9日再由東森幼幼台播出。
| 台灣 東森綜合台 星期六 08:00-08:30 | 台灣 東森綜合台 星期六 08:00-08:30              | 台灣 東森綜合台 星期六 08:00-08:30 |
| ---------------------------------- | ----------------------------------------------- | ---------------------------------- |
|                                    | 烈車戰隊特急者 （2016年4月30日﹣2017年3月18日） |                                    |
| 我們這一家                         | 動物戰隊獸王者 （2017年3月25日﹣2018年2月17日） |                                    |

| 台灣 東森超視台 星期日 16:00-17:00 | 台灣 東森超視台 星期日 16:00-17:00              | 台灣 東森超視台 星期日 16:00-17:00 |
| ---------------------------------- | ----------------------------------------------- | ---------------------------------- |
|                                    | 烈車戰隊特急者 （2016年5月1日﹣2017年3月19日）  |                                    |
| 樂活好正點                         | 動物戰隊獸王者 （2017年3月26日﹣2018年2月18日） |                                    |

| 台灣 東森幼幼台 星期六 15:30-16:00 | 台灣 東森幼幼台 星期六 15:30-16:00              | 台灣 東森幼幼台 星期六 15:30-16:00 |
| ---------------------------------- | ----------------------------------------------- | ---------------------------------- |
|                                    | 烈車戰隊特急者 （2017年1月21日﹣2017年12月9日） |                                    |
| 天鵝湖公主芭比電影版               | 森林總動員                                      |                                    |

### 香港
香港無綫電視翡翠台於2016年3月13日至2017年3月19日期間每週日上午9時30分以雙語廣播播放粵語配音版和日語版，其中粵語配音版配上繁體中文字幕經myTV SUPER網上直播及節目重溫。
| 香港 無綫電視翡翠台 星期日 09:30-10:00 2016年8月7日、8月14日、8月21日、8月28日、2017年1月1日、1月29日及3月5日暫停播映 | 香港 無綫電視翡翠台 星期日 09:30-10:00 2016年8月7日、8月14日、8月21日、8月28日、2017年1月1日、1月29日及3月5日暫停播映 | 香港 無綫電視翡翠台 星期日 09:30-10:00 2016年8月7日、8月14日、8月21日、8月28日、2017年1月1日、1月29日及3月5日暫停播映 |
| --- | --- | --- |
| | 烈車戰隊 （2016年3月13日﹣2017年3月19日）                                                                             | |
| 獸電戰隊 （2015年4月12日﹣2016年3月6日）                                                                              | 手裏劍戰隊 （2017年3月26日-2018年2月11日）                                                                            | |

## 外部連結
- 《烈車戰隊特急者》朝日官方網站 （页面存档备份，存于）
- 《烈車戰隊特急者》東映官方網站 （页面存档备份，存于）
- 烈車戰隊特急者介紹（Ban Dai Hong Kong） （页面存档备份，存于）